# Nouveau-Brunswick
Pour les articles homonymes, voir Brunswick et New Brunswick (New Jersey).
Le Nouveau-Brunswick (/nu.vo.bʁɔn.zwɪk/  ou /nu.vo.bʁœn.zwik/, en anglais : New Brunswick /nju.ˈbɹʌnz.wɪk/) est une province du Canada. Elle est une des trois provinces maritimes, et l'une des quatre Provinces de l'Atlantique.
Il s'agit de la seule province bilingue, avec le français et l'anglais comme langues officielles. Elle est bordée par le Québec au nord, la Nouvelle-Écosse à l'est, le golfe du Saint-Laurent au nord-est, la baie de Fundy au sud-est, et elle partage également une frontière avec les États-Unis à l'ouest. La province est boisée à 83 %, et sa moitié nord est occupée par les Appalaches. Son climat est continental, avec des hivers neigeux et des étés tempérés.
Le Nouveau-Brunswick a une superficie de 72 908 km2, et compte 775 610 habitants en 2021. Contrairement aux autres provinces du Canada, seule la moitié de la population vit dans des zones urbaines. Sa capitale est Fredericton, et ses plus grandes villes sont Moncton et Saint-Jean. Le Nouveau-Brunswick a adopté la Loi sur les langues officielles, en 1969, qui a commencé à reconnaître le français comme langue officielle, aux côtés de l'anglais. Les Néo-Brunswickois ont le droit de recevoir des services du gouvernement provincial dans la langue de leur choix. Environ deux tiers d'entre eux sont anglophones, et un tiers francophone. La province abrite la majeure partie de la région culturelle de l'Acadie et la plupart des francophones du Canada atlantique sont appelés « Acadiens ».
Le territoire du Nouveau-Brunswick a d'abord été habité par des nations amérindiennes, comme les Micmacs et les Malécites, avant d'être colonisé par les Européens, à partir du XVIIe siècle. En 1604, la première colonie de la Nouvelle-France, l'Acadie, a été fondée avec la création de Port-Royal. Pendant 150 ans, l'Acadie changea de main à plusieurs reprises, au gré des conflits entre la France et l'Angleterre (ensuite la Grande-Bretagne). De 1755 à 1764, les Acadiens ont été déportés en masse par les Britanniques. Cet exode forcé, connu sous le nom de « Grand Dérangement », a définitivement établi l'Acadie comme une colonie britannique, parallèlement au traité de Paris de 1763.
À la suite de l'arrivée de nombreux loyalistes fuyant la guerre d'indépendance des États-Unis, la province du Nouveau-Brunswick a été officiellement créée le 16 août 1784, comme une colonie distincte de la Nouvelle-Écosse. Au début des années 1800, le Nouveau-Brunswick a prospéré, et la population augmenta rapidement. En 1867, la province s'est fédérée avec la Nouvelle-Écosse et le Canada-Uni (aujourd'hui le Québec et l'Ontario), pour former le Dominion du Canada. Après la Confédération, la construction navale et l'exploitation forestière ont décliné, et le protectionnisme a perturbé le commerce avec la Nouvelle-Angleterre. Au milieu des années 1900, le Nouveau-Brunswick était l'une des régions les plus pauvres du Canada. Cette situation a été atténuée par les paiements de transferts (en).
En 2002, le produit intérieur brut provincial est constitué de services (43 %, dont la moitié étant des services gouvernementaux et des administrations publiques), de la construction et de la fabrication (24 %), de la location immobilière (12 %), de la vente en gros et au détail (11 %), de l'agriculture, la foresterie, la pêche, la chasse, l'exploitation minière, l'extraction de pétrole et de gaz (5 %), du transport et de l'entreposage (5 %). La plupart des entreprises et des médias de la province appartiennent à la Société Irving. Sa production est de 38,236 milliards de dollars en 2019, soit 1,65 % du produit intérieur brut du Canada. Le tourisme représente 9 % de la population active, et les destinations populaires incluent le parc provincial des rochers d'Hopewell, le parc national de Fundy, la côte magnétique, le parc national de Kouchibouguac, et le parc international Roosevelt de Campobello.

## Toponymie

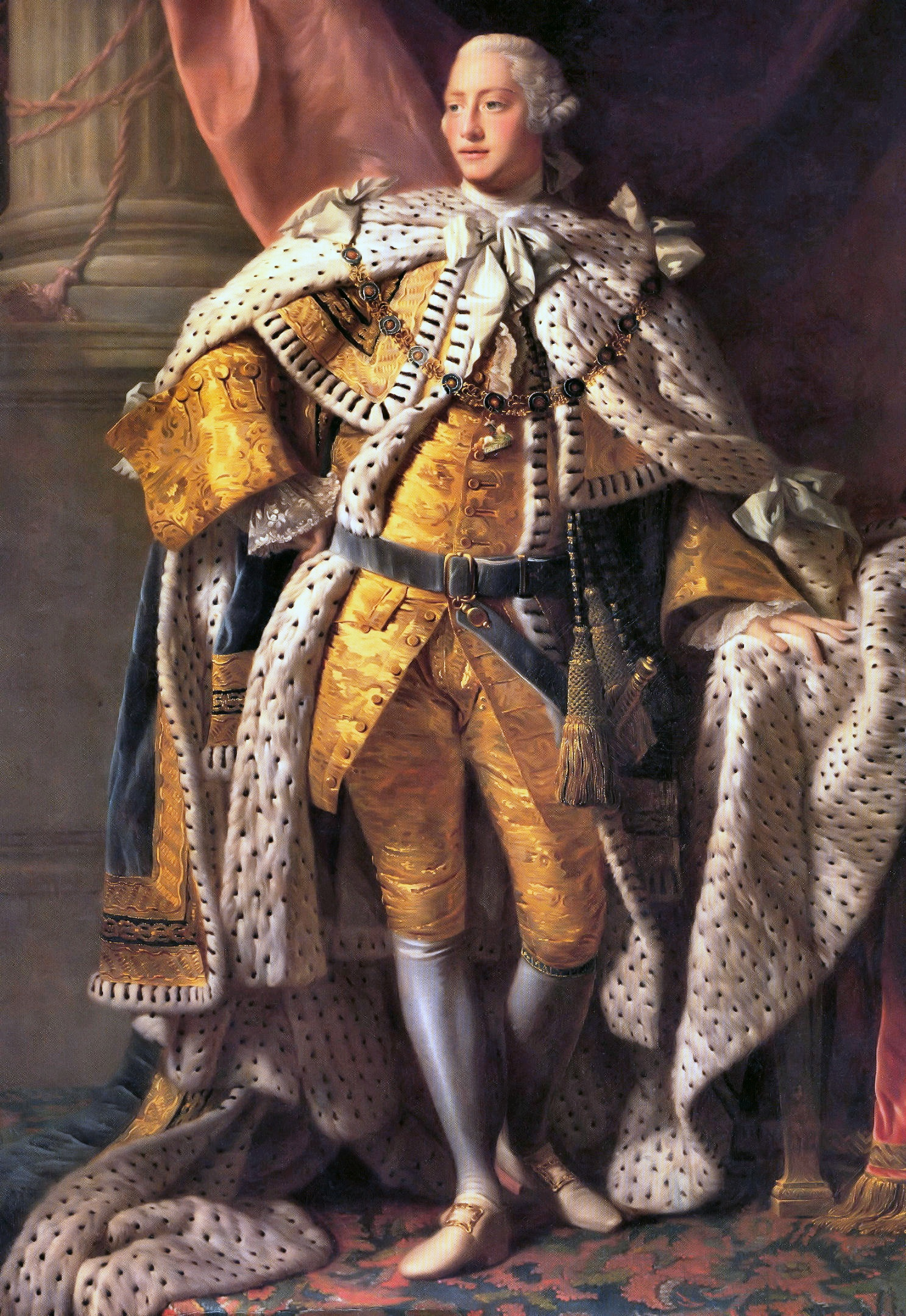
Le roi George III (roi du Royaume-Uni).

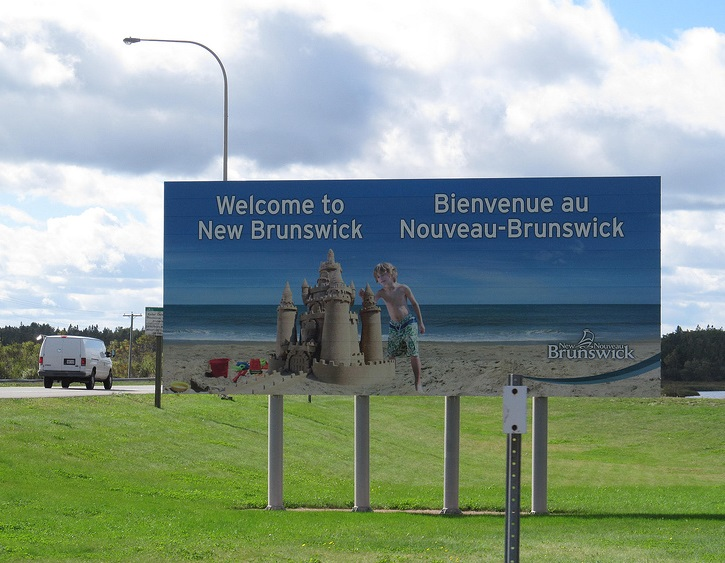
Panneau routier bilingue de bienvenue au Nouveau-Brunswick.

Le Nouveau-Brunswick est nommé ainsi en l'honneur de George III (1738-1820), roi de Grande-Bretagne de 1760 à sa mort et aussi duc de Brunswick,. Le duché de Brunswick-Lunebourg correspond en partie à l'actuelle Basse-Saxe, en Allemagne. Il tire son nom de la ville de Brunswick, Braunschweig en allemand standard. Selon la tradition orale, la localité est créée à partir de deux villages, dont l'un est fondé en 861 par le comte Bruno de Saxe,. Le toponyme actuel serait une combinaison du nom Bruno et du mot bas allemand wik, signifiant un endroit où les marchands se reposent et entreposent leurs biens ; le nom de la ville signifierait ainsi qu'il s'agit d'un lieu de passage idéal. Une autre explication veut que le nom de la ville provienne du mot Brand, ou brûler, faisant allusion à un endroit s'étant développé sur brûlis. Le toponyme de la ville fut mentionné pour la première fois en 1031, sous la forme Brunesguik.
Les Micmacs et les Malécites n'ont pas l'habitude de donner de noms aux vastes étendues de terre. La colonie française d'Acadie, regroupant le territoire actuel des Provinces maritimes, est fondée en 1604. Il se peut que son nom provienne de celui de l'Arcadie, en Grèce, que l'explorateur Giovanni da Verrazzano a donné en 1524 à la péninsule de Delmarva, ou des mots micmacs cadie (« terre fertile ») ou algatig (« lieu de campement ») ou encore du malécite-passamaquoddy quoddy (« endroit fertile »). La région correspondant au Nouveau-Brunswick était appelée l'Acadie continentale ou l'Acadie occidentale.
William Alexander renomme ce territoire New Alexandria (Nouvelle-Alexandrie) en 1624 mais ce nom n'a pas survécu. La colonie est officiellement renommée Nouvelle-Écosse en 1713, à la suite de la conquête britannique. La partie continentale reçoit le nom de Nouveau-Brunswick en 1784, lorsqu'elle est séparée de la Nouvelle-Écosse. New Ireland (Nouvelle-Irlande) est auparavant proposé en 1778 par le sous-secrétaire d'État William Knox mais refusé parce que « l'Irlande n'était pas dans les bonnes grâces de la royauté ». Pittsylvania (Pittsylvanie) est l'un des autres noms proposés, en l'honneur de William Pitt (1759–1806), Premier ministre du Royaume-Uni de 1783 à 1801 et de 1804 à 1806.
La toponymie néo-brunswickoise respecte des règles générales à la francophonie mais dispose de nombreux génériques (noms communs) uniques ou ayant un usage différent, dont aboiteau, barachois, bogan, buttereau, côte, mal baie, mocauque, padou, placer, platin, pointu et rigouèche ; la variété est encore plus grande en anglais, avec des termes comme chockey, cove, guzzle, oxbow, pug hole, rips et stretch. La toponymie est le fruit de plusieurs millénaires d'histoire amérindienne, acadienne et britannique ; son principal spécialiste est Alan Rayburn. La Commission de toponymie du Nouveau-Brunswick, fondée en 2009, étudie les demandes de création et de modification des toponymes ; certains de nature discriminatoires ont été changés depuis lors tandis que des noms anglicisés ont été rétablis en français.
Le nom de la province se prononce /nuvobʁɔnzwik/. Le Nouveau-Brunswick est surnommé la « province aux mille panoramas ».

## Règles de graphie, de genre et d’emploi
Le Nouveau-Brunswick est de genre masculin. Lorsqu’on utilise le mot « province », il est d’usage d’écrire « La province du Nouveau-Brunswick » comme avec les autres mots, par exemple, "Le gouvernement du Nouveau-Brunswick". Son abréviation est: N.-B. et il est le quatrième lorsqu'on ne précise pas l'ordre à suivre, étant donné qu'il est la quatrième des provinces et territoires à faire son entrée dans la confédération.

## Géographie

### Situation

Carte topographique du Nouveau-Brunswick.

Le Nouveau-Brunswick est situé dans l'Est du Canada, à la fois dans les provinces maritimes et dans les provinces de l'Atlantique. La mer est en effet omniprésente, aucun point du territoire n'étant à plus de 180 kilomètres du littoral. Le Nouveau-Brunswick est bordé au nord par la baie des Chaleurs, à l'est par le golfe du Saint-Laurent et le détroit de Northumberland et au sud par la baie de Fundy. La province partage une frontière avec l'État américain du Maine à l'ouest, avec le Québec au nord-ouest et la Nouvelle-Écosse au sud-est, avec laquelle elle est reliée par l'isthme de Chignectou. Il y a également une frontière maritime avec l'Île-du-Prince-Édouard, mais un pont les relie. Il y a seulement des douanes à la frontière américaine.
Elle est la plus grande des trois provinces maritimes canadiennes mais reste petite à l'échelle du pays. D'une superficie de 72 908 km2, la province est un peu plus étendue que la Sierra Leone, le 117e pays le plus étendu du monde, et la Belgique pourrait y entrer deux fois. La province s'étend sur plus de 300 km du nord au sud et de l'est à l'ouest.
La province compte plusieurs îles, notamment Miscou, l'île de Lamèque, Campobello et Grand Manan.

### Relief

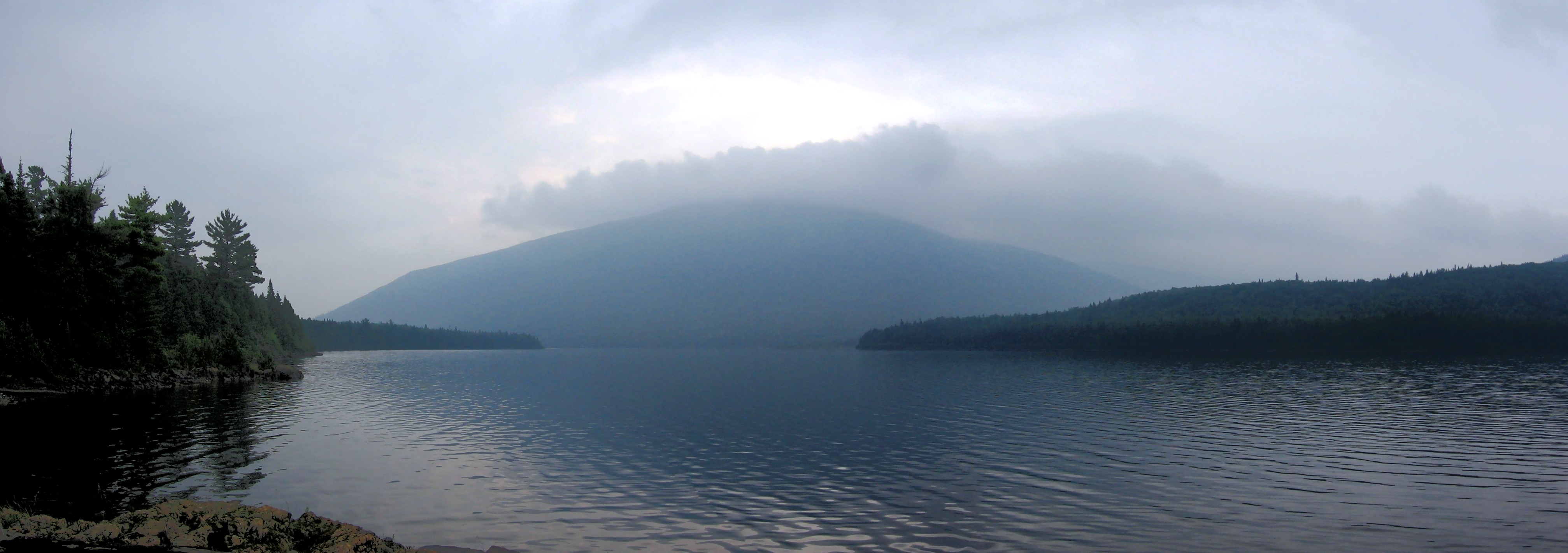
Le mont Carleton.

Le relief est dominé par les Appalaches. Les principaux sommets sont situés dans le Nord-Ouest et le point culminant, le mont Carleton, est haut de 820 mètres. Le centre et l'Est de la province comptent des collines aux pentes douces alors que le Sud compte des collines aux pentes abruptes, notamment les collines Calédoniennes. L'extrémité sud-est, à la frontière avec la Nouvelle-Écosse, est occupée par une plaine.

### Hydrographie

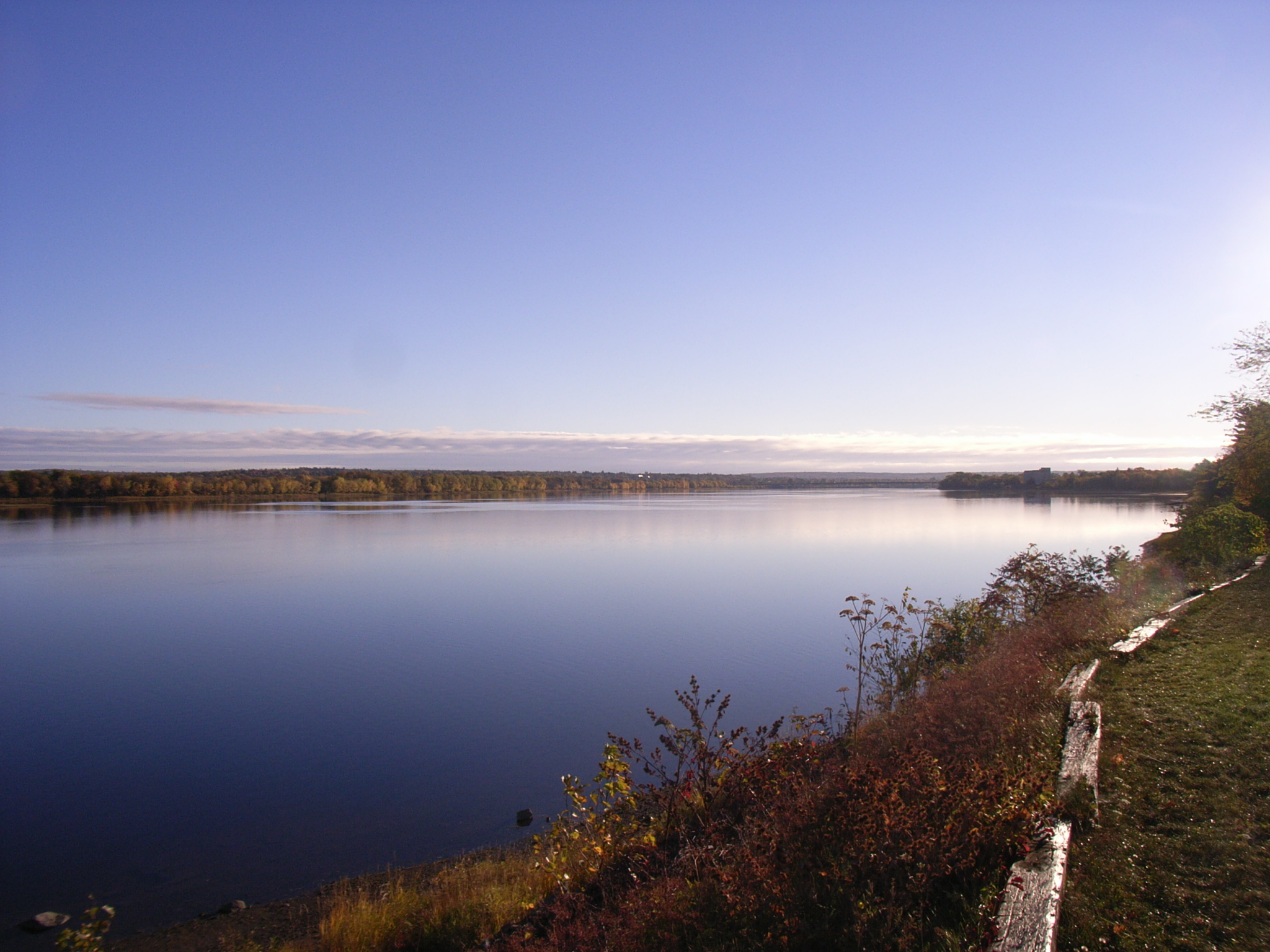
Le fleuve Saint-Jean, près de Fredericton.

Aucun lieu n'est situé à plus de 180 kilomètres de la mer. Les côtes sont longues de 2 269 kilomètres. Le grand nombre de cours d'eau a déterminé l'emplacement de la plupart des localités, en plus de permettre un développement précoce de l'économie. Il y a de nombreux lacs dans le Sud, dont le principal est le Grand Lac, avec ses 30 km de long.
Le fleuve Saint-Jean est le principal cours d'eau, autant d'un point de vue géographique qu'historique ou économique. Long de 673 km, il prend sa source dans l'État américain du Maine et traverse ensuite la province du nord-ouest au sud, avant de se jeter dans la baie de Fundy à Saint-Jean. Son bassin hydrographique mesure 55 400 km2, dont 34 400 km2 au Nouveau-Brunswick, et son débit à l'embouchure est de 1 100 m3/s. Le fleuve forme en fait la majeure partie de la frontière avec le Maine. Au Nouveau-Brunswick, ses principaux affluents sont, d'amont en aval, la rivière Madawaska, la rivière Aroostook, la rivière Tobique et la rivière Kennebecasis. Les cinq autres cours d'eau les plus importants sont la rivière Ristigouche, la rivière Népisiguit, la rivière Miramichi, la rivière Petitcodiac et le fleuve Sainte-Croix.

### Géologie
La majeure partie du territoire fut formée durant le Paléozoïque, en tant que portion d'une formation plus grande s'étendant du Sud-Est des États-Unis à Terre-Neuve. Les roches du Nord et de l'Ouest de la province ont été formées en grande partie par des dépôts de sédiments marins durant l'Ordovicien. Ces roches ont ensuite subi des intrusions granitiques avant d'être recouvertes de couches de lave. L'activité volcanique et les tremblements de terre ont atteint leur sommet il y a environ 350 millions d'années, durant l'orogenèse acadienne. Les roches du centre et de l'Est se sont surtout formées à la fin du Carbonifère, il y a environ 300 millions d'années, dans les rivières, les marécages et les lacs peu profonds.

### Climat

Carte des climats de Köppen au Nouveau-Brunswick.

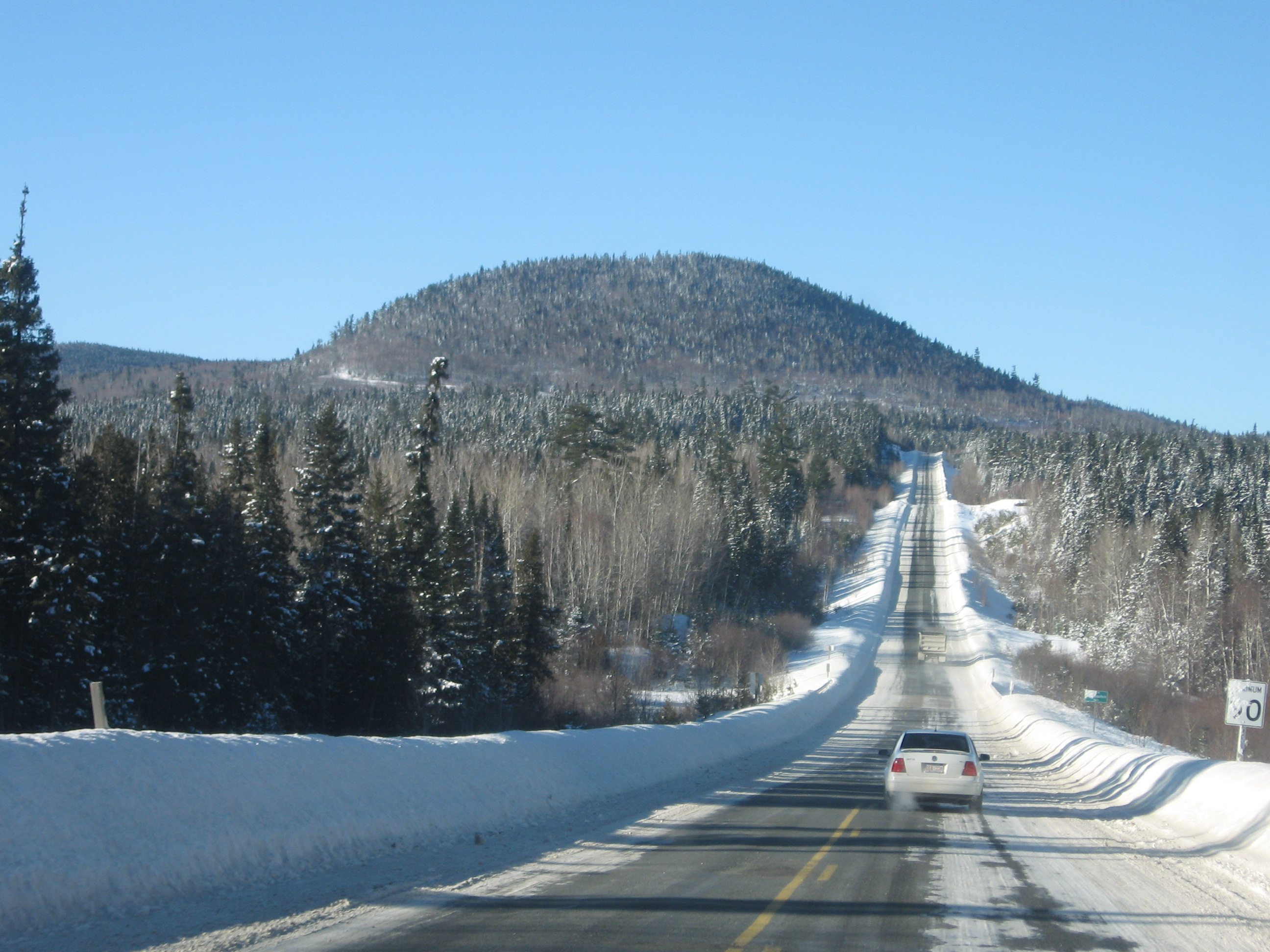
Une route enneigée.

Le territoire bénéficie d'un climat continental adouci par la proximité de l'océan Atlantique. Le Madawaska, dans le Nord-Ouest, a le climat le plus rigoureux, où la température est inférieure à la moyenne provinciale de plusieurs degrés et où le tiers des précipitations tombent sous forme de neige. Les régions côtières sont plus chaudes l'hiver et sensiblement plus fraîches l'été tandis qu’elles ne reçoivent que 15 à 20 % de leurs précipitations sous forme de neige. Dans le Nord-Ouest, le nombre moyen de jours sans gel est de 100, alors qu'il est de 125 au bord de la baie de Fundy, dans le Sud.

### Milieux naturels et environnement
La forêt recouvre près de 83 % du territoire. Les conifères les plus abondants sont la pruche (épinette ou épicéa) et le sapin, suivis du thuya occidental et du pin blanc d'Amérique, avec aussi du pin gris, du pin rouge, de la pruche et du mélèze. Les espèces de feuillus les plus courantes sont, en ordre décroissant, l'érable rouge, l'érable à sucre, le peuplier, le bouleau jaune, le bouleau blanc et le hêtre d'Amérique. Il y a aussi du frêne, de l'orme, de l'ostryer de Virginie et du chêne rouge par endroits.
Les milieux naturels sont protégés par un réseau de deux parcs nationaux, de cinq réserves nationales de faune, de trois refuges d'oiseaux migrateurs, d'une zone de protection marine, de 34 parcs provinciaux et de 61 zones naturelles protégées. À ceux-ci s'ajoutent 800 zones hivernales pour les chevreuils représentant 280 000 hectares et 400 000 hectares de zones tampons autour des cours d'eau, protégées de l'exploitation forestière. En fait, le tiers de la terre de la Couronne sont sous une direction spéciale.
Les nombreux barrages et ponts-jetées sont reconnus comme étant une menace environnementale. La rivière Petitcodiac, entravée par son pont-jetée depuis 1969, a été rouverte au libre cours de l'eau en 2010 et son écosystème se reformerait selon les premières observations. La rivière à l'Anguille (Eel) bénéficia de la même mesure plus tard dans l'année.
La population de chevreuils dans la province a chuté de 70 % depuis 1985.
Depuis 2014, le gouvernement du Nouveau-Brunswick permet aux entreprises forestières d’y récolter 20 % de bois de plus qu’auparavant.

### Cités et villes

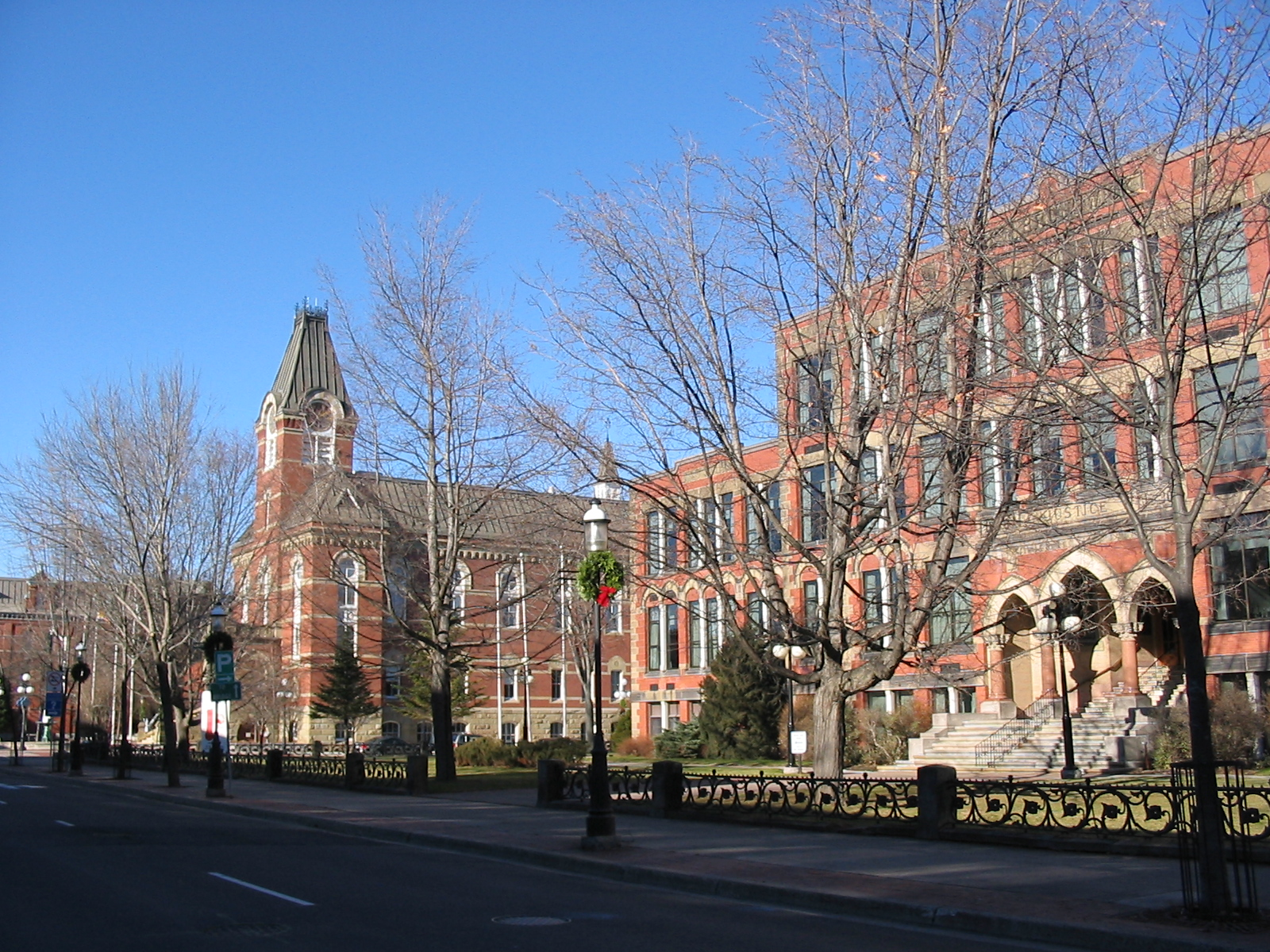
Le centre-ville de Fredericton.

Il y a huit cités au Nouveau-Brunswick. Saint-Jean possède la plus grande population à l'intérieur de la ville même : 70 063 habitants contre 69 074 pour Moncton. Cependant le Grand Moncton est la plus grande agglomération de la province avec 138 644 résidents contre 127 761 pour Saint-Jean. (Tout chiffre selon le recensement canadien de 2011). Fredericton est la capitale et la troisième ville en importance de la province.
| Nom           | Population (2011) | Population (2006) | Changement (%) | Superficie (km2) | Densité |
| ------------- | ----------------- | ----------------- | -------------- | ---------------- | ------- |
| Bathurst      | 12 275            | 12 714            | −3,5           | 91,86            | 133,6   |
| Campbellton   | 7 385             | 7 384             | 0              | 18,66            | 395,7   |
| Dieppe        | 23 310            | 18 565            | 25,6           | 54,11            | 430,8   |
| Edmundston    | 16 032            | 16 643            | −3,7           | 107              | 149,8   |
| Fredericton   | 56 224            | 50 535            | 11,3           | 131,67           | 427     |
| Miramichi     | 17 811            | 18 129            | −1,8           | 179,93           | 99      |
| Moncton       | 69 074            | 64 128            | 7,7            | 141,17           | 489,3   |
| Saint-Jean    | 70 063            | 68 043            | 3              | 315,82           | 221,8   |
| Total 8 cités | 272 174           | 256 141           | 6,3            | 1 040,22         | 261,7   |

Cependant au recensement 2016 Moncton atteint une population à l'intérieur de la ville de 71 889, ce qui dépasse Saint-Jean avec 67 575.

### Régions
Le Nouveau-Brunswick contient 5 régions touristiques :
- région de la vallée du fleuve Saint-Jean
- région du fleuve Miramichi
- région de la chaîne des Appalaches
- région du littoral acadien
- région du littoral de Fundy[24].

## Histoire

### Origines et explorations européennes

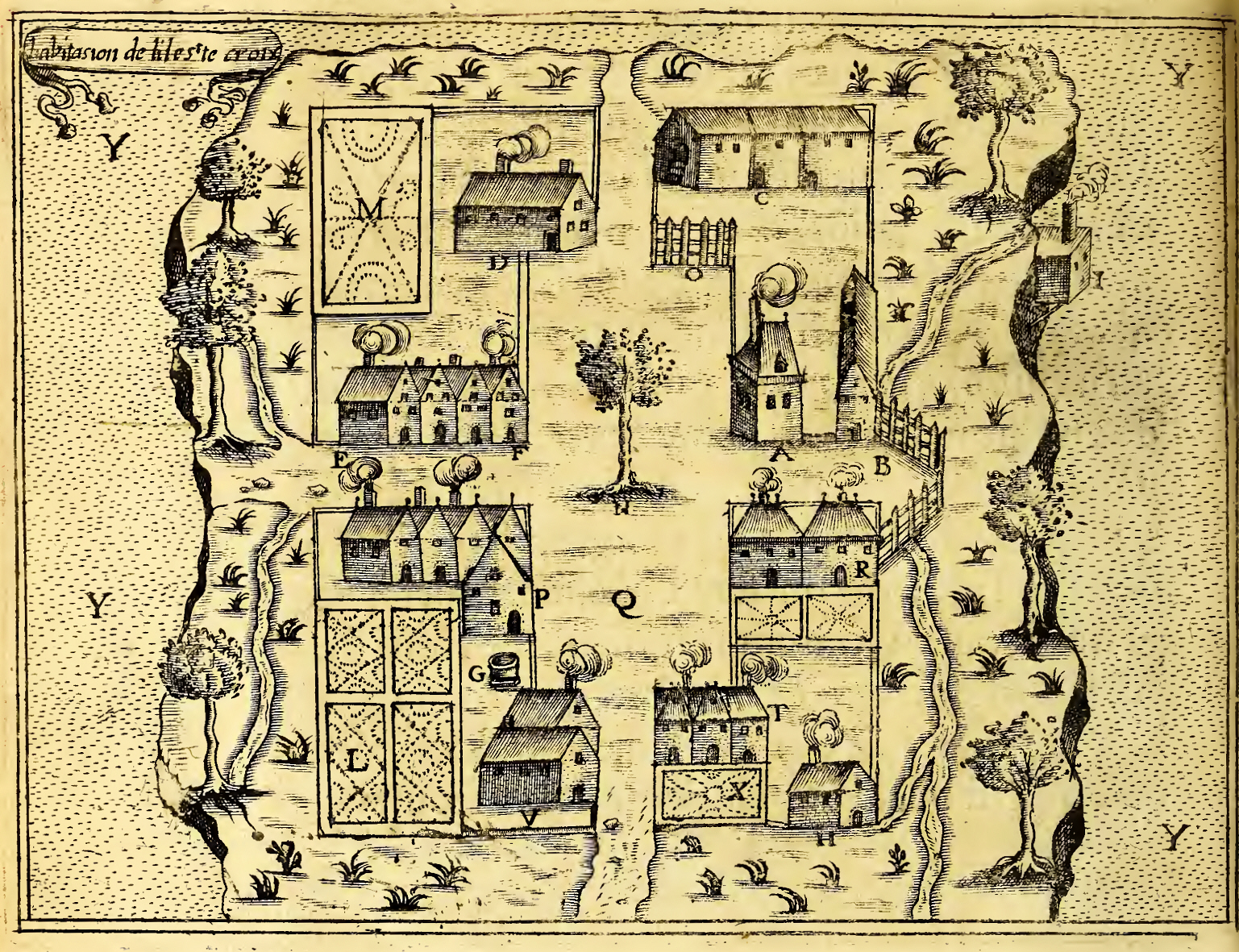
Plan de l'île Sainte-Croix, par Samuel de Champlain.

Le territoire est habité depuis au moins dix mille ans, à l'origine par les Paléoaméricains. Les Micmacs, les Malécites et les Passamaquoddys leur ont succédé durant les millénaires, une partie de la préhistoire est en effet inconnue. Les Micmacs habitaient à l'origine l'Est et le Nord du Nouveau-Brunswick, la Nouvelle-Écosse, l'Île-du-Prince-Édouard et la côte sud de la Gaspésie. Les Malécites occupaient la vallée du fleuve Saint-Jean tandis que les Passamaquoddys résidaient au bord de la rivière Sainte-Croix.
Des pêcheurs basques, bretons et normands visitèrent la région à partir du XIIIe siècle. Jacques Cartier mit pied à Miscou et explora le littoral de la baie des Chaleurs, en 1534. Les autochtones font du commerce avec les Européens, ce qui les rend dépendants de leur technologie tout en les exposant aux maladies.

### Acadie (1604-1763)

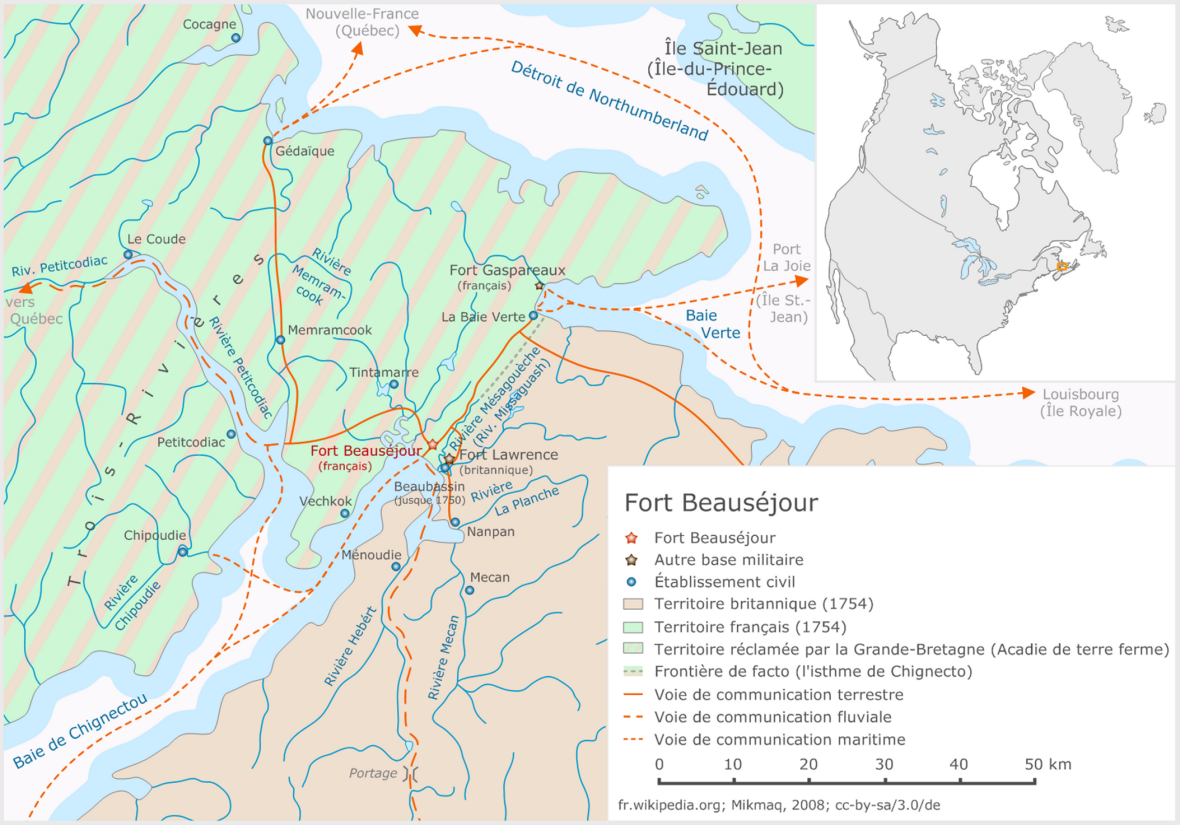
Situation du fort Beauséjour en 1754.

L'Acadie est fondée en 1604 par Samuel de Champlain et Pierre Dugua de Mons à l'île Sainte-Croix, dans le Maine actuel, tout près du Nouveau-Brunswick. La colonie est abandonnée l'année suivante en raison des conditions de vie difficiles, et déplacée à Port-Royal dans l'actuelle Nouvelle-Écosse. Les Micmacs aident les Français à survivre et accueillent ceux restant dans la colonie après 1610.
Ces derniers explorèrent le reste de la région durant les années suivantes. Le Fort Sainte-Marie, aussi appelé La Tour, fut fondé en 1631 par Charles de Saint-Étienne de La Tour au bord du fleuve Saint-Jean. C'est le premier établissement permanent français. Charles de Menou d'Aulnay attaqua le fort. Après un siège de quatre jours, où Françoise Marie Jacquelin défendit avec bravoure le fort, il tomba aux mains de l'ennemi. D'Aulnay le fit brûler et construisit le fort Saint-Jean, sur la rive opposée du fleuve.
Le gouverneur Isaac de Razilly meurt en 1635, déclenchant une guerre civile entre Charles de Saint-Étienne de La Tour, Charles de Menou d'Aulnay et Nicolas Denys. À la mort de D'Aulnay, en 1650, De La Tour reprend Saint-Jean et Denys reprend Miscou avant de fonder un poste à Nipisiguit (Bathurst). Nicolas Denys prend sa retraite comme marchand et pêcheur en 1668 et publie Description de l'Amérique Septentrionale trois ans plus tard. La vallée du fleuve Saint-Jean reste un territoire malécite, d'où sont lancées les attaques françaises contre la Nouvelle-Angleterre durant les années 1690, ce qui contribue à l'hostilité contre la présence française.
Des colons d'origine française, les Acadiens, s'établirent durant le siècle suivant, principalement à Beaubassin et ensuite aux Trois-Rivières. La colonie d'Acadie ou Nouvelle-Écosse (Nova Scotia en anglais) changea plusieurs fois de mains au cours du XVIIIe siècle, mais elle fut cédée définitivement aux Britanniques par les Traités d'Utrecht (1713). Cependant, pendant la première partie du XVIIIe siècle, il y eut peu de tentatives de colonisation de la part des Britanniques ou Anglo-Américains. Le sort à réserver à la population acadienne fit l'objet de nombreux débats, car l'Acadie ou Nouvelle-Écosse était une zone de conflit presque permanent entre les deux empires, français et britannique. À partir de 1755, après la chute du fort Beauséjour, les Acadiens furent déportés. Les historiens débattent encore des causes exactes de la déportation. En Acadie même, une résistance armée s'organisa à certains endroits, tandis que des villages furent complètement rasés. Des centaines d'Acadiens fuirent vers les fleuves Saint-Jean et Miramichi. Poursuivis par les Britanniques, ils se réfugièrent encore plus loin en haut du Saint-Jean, ou sur le littoral de la baie des Chaleurs. La déportation dura jusqu'en 1763, et la plupart des communautés furent touchées.
La plupart des Acadiens furent déportés dans les Treize Colonies nord-américaines, mais ceux envoyés en Virginie furent rejetés par cette colonie et furent envoyés en Grande-Bretagne. De là, ils gagnèrent la France en 1763, à la signature du traité de paix entre la France et l'Angleterre, mettant fin à la guerre de Sept Ans. D'autres Acadiens, déportés de Louisbourg et de l'Île Saint-Jean (actuelle Île-du-Prince-Édouard), furent déportés directement en France à partir de 1758. Environ la moitié des Acadiens déportés en France décidèrent en 1785 de repartir en Louisiane, où ils rejoignirent plusieurs milliers de leurs compatriotes ayant déjà exfiltré des Treize Colonies. Ils sont à l'origine de la communauté cadienne, dont le nom dérive d'Acadiens. D'autres Acadiens réussirent à rentrer dans ce qui était désormais le Nouveau-Brunswick, d'autres s'installèrent à Saint-Pierre-et-Miquelon, seule colonie française restant en Amérique du Nord.

### Époque coloniale britannique (1763-1867)
Après la proclamation royale de 1764, certains Acadiens revinrent s'établir avec ceux ayant échappé aux raids.
Quelques colons anglophones s'établirent dans la région surtout à partir de 1755. Avant la révolution américaine ils étaient majoritairement des colons venant de la Nouvelle-Angleterre, connus sous le nom de planters ou planteurs. Des colons provenant de la colonie de Rhode Island s'installèrent aux alentours de Sackville, dans le Sud-Est. D'autres fermiers de Yorkshire s'ajoutèrent à ce petit groupe avant 1771, ainsi que des Allemands de Pennsylvanie au comté d'Albert vers 1766.
En outre, des colons de la Pennsylvanie, sous l'influence d'un officier suisse dans l'emploi britannique, Georges Frédéric Wallet Desbarres, s'installèrent dans la région de Hopewell et Moncton (alors souvent écrit Monckton).
Pourtant il fallut attendre la révolution américaine avant de voir plus de communautés anglophones se former. En effet, des milliers de loyalistes qui s'étaient opposés à la révolution, dépouillés de leurs terres et la plupart de leurs biens par le gouvernement de la nouvelle république américaine, s'échappèrent après le traité de Paris en 1783 et vinrent s'établir en Nouvelle-Écosse. Ceux qui reçurent des allocations de terres dans la vallée du fleuve Saint-Jean ou le long des côtes de la baie de Fundy ou le détroit de Northumberland devinrent bientôt mécontents d'être gouvernés d'aussi loin qu'Halifax. Alors le gouvernement britannique créa par décret le 18 juin 1784 la province du Nouveau-Brunswick en province séparée. Le 10 septembre 1784, le Conseil privé de Grande-Bretagne approuve le sceau officiel de la province du Nouveau-Brunswick : il représente un bateau remontant le fleuve aux nobles pins sur chaque rive et il porte la devise « Spem Reduxit » (l’espoir renaît).
Parmi les communautés colonisées par les loyalistes après 1783 sont Saint-Andrews, Saint-Jean et Sussex, ainsi que les petites communautés de la vallée du fleuve Saint-Jean. Le premier gouverneur de la province de Nouveau-Brunswick, Thomas Carleton choisit comme capitale de la province le hameau de Ste-Anne, renommé Frederick's Town (ensuite Fredericton) après le troisième fils de George III. En tous, quelque 14 000 à 15 000 réfugiés loyalistes, dont la plupart étaient nés en Amérique sont réputés d'être venus au Nouveau-Brunswick lors de cette migration.
Durant le XIXe siècle, l'économie du Nouveau-Brunswick se développa. On construisit plusieurs scieries, des chantiers navals et plus tard des chemins de fer.
Économiquement le Nouveau-Brunswick n'offre qu'un environnement marginal pour l'agriculture; de même que sa pêche, de loin inférieure à celle de la Nouvelle-Écosse. Le secteur minier offre peu de perspectives immédiates. La forêt du Nouveau-Brunswick est riche en bois, mais il s'agit également d'un fret volumineux et de faible valeur, et les marchés accessibles sont sévèrement limités. La province est un coin perdu de l'Empire, périphérique et mal connecté au monde nord-américain. « Ce fut essentiellement des événements géopolitiques survenus en Europe qui changèrent cette situation ». Le blocus continental de 1806 instauré par Napoléon Bonaparte, oblige le Royaume-Uni, qui s'alimente habituellement sur la Baltique, à importer du bois en provenance du Canada, stimulant le commerce du bois d’œuvre au Nouveau-Brunswick, mais aussi au Québec, particulièrement sur la rivière des Outaouais. Entre 1805 et 1812, au Nouveau-Brunswick, la quantité de bois équarri exportée annuellement est multipliée par 20, totalisant près de 100 000 tonnes. Elle dépasse 240 000 tonnes en 1819, et, en 1825, atteint son plus haut niveau, 417 000 tonnes. Le niveau d'exportations se maintint au-dessus de 200 000 tonnes jusqu'en 1840 pour diminuer légèrement par la suite. Pendant cette même période, de 1800 à 1851, la province voit sa population croître de 25 000 à 200 000 habitants.
Au cours de ce siècle, le peuple acadien commença à se doter d'institutions et de tenter de se donner plus de place dans la province.

### Confédération canadienne (1867 à nos jours)
(mai 2019).

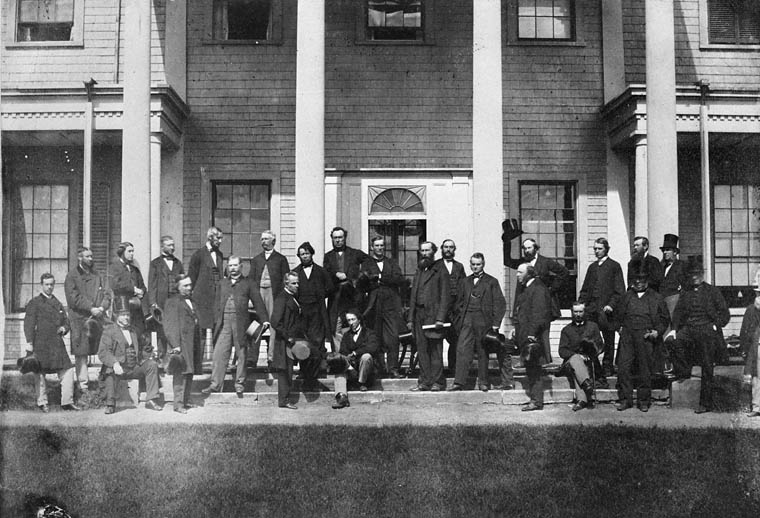
Délégués à la conférence de Charlottetown.

En 1867, le Nouveau-Brunswick fut l'une des quatre provinces fondatrices du Dominion du Canada. La conférence de Charlottetown, en 1864, avait pour but à l'origine de former une Union des Maritimes (Nouveau-Brunswick, Île-du-Prince-Édouard et Nouvelle-Écosse). Toutefois, pendant ce temps, la Province du Canada (Québec et Ontario actuels), réagissant à la Guerre de Sécession américaine et aux raids féniens le long de la frontière, forme le projet d'une union plus vaste, d'où la demande d'élargir le cadre la rencontre.
Plusieurs citoyens du Nouveau-Brunswick ne veulent pas de cette confédération élargie, craignant que les besoins de la région soient négligés au profit du reste du pays. Plusieurs politiciens militant pour cette option, tels que Samuel Leonard Tilley, se retrouveront sans siège à l'élection suivante.
La suite de l'histoire donnera raison aux opposants : une fois la Confédération instaurée, les Maritimes éprouvent des problèmes économiques majeurs. De nouvelles politiques nationales et barrières commerciales viennent miner les relations commerciales traditionnelles entre la région et le Royaume-Uni. La situation au Nouveau-Brunswick est aggravée par le grand incendie de Saint-Jean en 1877 et par le déclin de l'industrie de la construction navale. Enfin, la récession provoquée par la Panique de 1893 fera considérablement baisser les exportations. Plusieurs travailleurs expérimentés perdent leur emploi et doivent s'exiler vers l'ouest ou aux États-Unis. L'économie commencera à se redresser au début du XXe siècle, notamment grâce à l'industrie manufacturière (textile). Également, la construction de plusieurs scieries un peu partout dans la province permet d'implanter de plus grandes usines de pâte à papier et papier. Le taux de chômage demeurera tout de même élevé et la Grande Dépression exacerbera la situation.
En 1871, le gouvernement instaure la gratuité scolaire, abolissant dans la foulée le catéchisme, la soutane et le français dans les écoles publiques. Contestée par les Acadiens et les Irlandais, la loi fut jugée constitutionnelle, car l'article 93 de la constitution de 1867 ne s'applique pas aux provinces maritimes. Une émeute à Caraquet le 28 janvier 1875 se solde par le décès d'un militant et d'un policier. L'interdiction sera finalement levée à la suite de pressions politiques en 1877.
Plusieurs régions autrefois sauvages furent colonisées pour permettre aux gens touchés d'échapper à la pauvreté. Deux familles acquirent une fortune considérable après la crise: les Irving et les McCain.
Les tensions linguistiques se firent moins fortes vers la fin des années 1990. Toutefois, à la suite de la nouvelle majorité de la population francophone à Bathurst, les problèmes refirent surface. À la suite des pressions anglophones et francophones, le gouvernement provincial modifia la loi pour exiger que toutes les cités et municipalités ayant plus de 20 % de gens parlant l'une des deux langues officielles offrent des services dans cette langue.

## Politique et administration

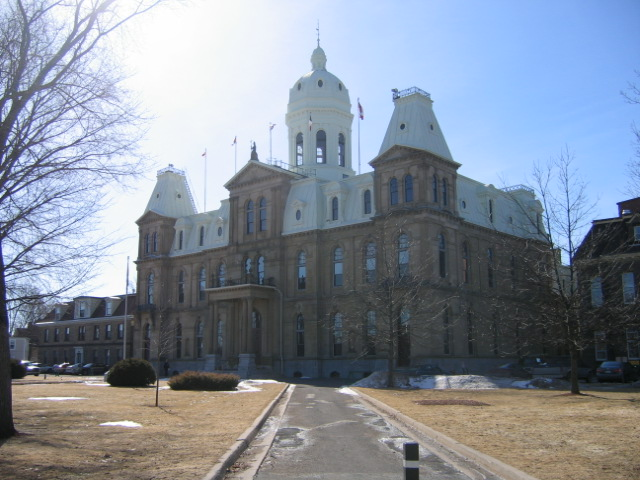
L'édifice de l'Assemblée législative du Nouveau-Brunswick.

### Constitution
Le Canada étant une fédération, la constitution canadienne consiste en l'ensemble des droits fondamentaux et des règles qui définissent les principes politiques, les institutions, les pouvoirs ainsi que les responsabilités du fédéral et des provinces. La constitution canadienne est composée principalement de la Loi constitutionnelle de 1867, de la Loi constitutionnelle de 1982 et de son annexe, comportant une trentaine de lois et décrets.
La constitution néobrunswickoise est elle-même composée des dispositions de la constitution canadienne qui concernent les provinces canadiennes en général et le Nouveau-Brunswick en particulier, des lois organiques provinciales relatives à la répartition des pouvoirs de la province et des droits des personnes, la plupart des conventions constitutionnelles touchant les rapports entre la Couronne du Canada, l'Exécutif et le Parlement, les règles de common law sur la prérogative royale exercée par le lieutenant-gouverneur du Nouveau-Brunswick ainsi que de la jurisprudence des tribunaux du Nouveau-Brunswick et du Canada[réf. nécessaire].
La constitution du Canada peut normalement être modifiée par un vote favorable du Sénat, de la Chambre des communes et d'au moins les deux tiers des législatures provinciales représentant au moins la moitié de la population canadienne, le tout avec l'accord du gouverneur général. Toutefois, une disposition de la constitution canadienne concernant uniquement le Nouveau-Brunswick (il existe plusieurs articles concernant le Nouveau-Brunswick, les droits linguistiques dans la province et l'égalité des communautés de langues officielles, tel que décrit plus bas) peut être modifiée par un vote favorable de la Chambre des communes du Canada, de l'Assemblée législative du Nouveau-Brunswick ainsi qu'avec l'accord du Sénat et du gouverneur général du Canada. De plus, l'Assemblée législative seule peut modifier la constitution du Nouveau-Brunswick. En fait, toutes les tentatives de modification depuis 1982 ont échoué et seulement dix amendements mineurs ont été adoptés, dont un seul touchant la province.
Par la constitution, le parlement du Canada obtient le pouvoir de légiférer sur un certain nombre de compétences exclusives, notamment la défense, les communications et la propriété intellectuelle. Les compétences exclusives du Nouveau-Brunswick incluent l'éducation et la santé. Certaines autres compétences sont partagées, notamment l'agriculture, les transports et l'immigration.

### Système politique
Le pouvoir législatif est détenu par l'Assemblée législative du Nouveau-Brunswick. Elle est formée de 49 députés, élus pour un mandat maximal de cinq ans au suffrage universel au scrutin uninominal majoritaire à un tour dans les différentes circonscriptions électorales. Le système parlementaire est monocaméral depuis l'abolition du Conseil législatif en 1892.

Le drapeau du lieutenant-gouverneur du Nouveau-Brunswick.

Le pouvoir exécutif est détenu par le lieutenant-gouverneur du Nouveau-Brunswick, représentant du roi Charles III au Nouveau-Brunswick. Il est nommé par le gouverneur général du Canada sur recommandation du Premier ministre du Nouveau-Brunswick. Le poste est occupé par Louise Imbeault depuis 2025. Son rôle est surtout honorifique ; le pouvoir exécutif est exercé dans les faits par le Premier ministre du Nouveau-Brunswick, qui est le chef du parti ayant remporté le plus de sièges à l'Assemblée législative du Nouveau-Brunswick.
Lors des élections du 21 octobre 2024, le Parti libéral du Nouveau-Brunswick obtient un gouvernement majoritaire, avec à sa tête la cheffe Susan Holt, qui devient la première femme à accéder au poste de premier ministre. Le premier ministre sortant, le progressiste-conservateur Blaine Higgs, au pouvoir depuis les élections de 2018, perd dans sa propre circonscription de Quispamsis. Les libéraux obtiennent 31 sièges, les progressistes-conservateurs 16 et les verts, 2.

### Tendances politiques, partis et élections
Il y a deux partis politiques dominants au Nouveau-Brunswick, le Parti libéral et le Parti progressiste-conservateur. Le Nouveau Parti démocratique a déjà obtenu des sièges au parlement mais jamais la majorité. De temps à autre, d'autres partis comme le Confederation of Regions Party of Canada, le Parti vert du Nouveau-Brunswick et l'Alliance des gens du Nouveau-Brunswick ont obtenu des sièges au Parlement mais lors de ce qui est souvent vu comme un vote de protestation. Donc, le Nouveau-Brunswick est essentiellement dirigé tour à tour par les deux mêmes partis.
Après les élections générales néo-brunswickoises de 2018 il y a quatre partis représentés à la législature: Libéral, Progressiste-conservateur, Parti vert et Alliance des gens. Le gouvernement précédent libéral essaie de former un gouvernement minoritaire, fort de 21 députés, alors que le parti progressiste-conservateur a 22 députés. Cependant les libéraux perdent un vote de confiance à la législature, et ensuite le chef progressiste-conservateur, Blaine Higgs, est invité à former un gouvernement.
Les dynamiques de la politique au Nouveau-Brunswick sont différentes de celles des autres provinces du Canada. Le fait qu'il n'y ait pas de ville dominante dans la province veut dire que le gouvernement doit se préoccuper de sujets affectant toutes les régions de la province. De plus, la présence d'une large minorité francophone fait qu'un consensus politique est nécessaire, même quand il y a une majorité présente au gouvernement. De cette façon, la politique provinciale au Nouveau-Brunswick tend à s'aligner sur la situation de la scène fédérale plus concrètement que les autres provinces[réf. nécessaire].
Au cours des cinquante dernières années, il y a eu une tendance dans la province à élire de jeunes chefs et à leur donner de longs mandats avec une forte majorité. Tous les chefs récents étaient bilingues. Cette combinaison d'attributs tend à rendre les premiers ministres du Nouveau-Brunswick importants sur la scène fédérale[réf. nécessaire]. L'ancien premier ministre, Bernard Lord (progressiste-conservateur), a par ailleurs été considéré comme un successeur potentiel à la chefferie du Parti conservateur du Canada si le premier ministre Stephen Harper se retirait de la politique. L'ancien premier ministre libéral Frank McKenna a été un candidat présumé à la succession de Paul Martin mais a décidé de ne pas tenter sa chance.

### Finances publiques
Les principales sources de revenu du gouvernement provincial sont l'impôt sur le revenu des particuliers, l'impôt sur le revenu des entreprises, la taxe sur le carburant et la taxe foncière. L'impôt sur le revenu provincial est fixé à un taux de 55,5 % de l'impôt fédéral de base. En 1997, la taxe de vente provinciale et la taxe sur les produits et services (TPS) furent combinées pour former la taxe de vente harmonisée (TVH), d'un taux de 13 % depuis 2008. Les impôts et la TVH sont perçus par le gouvernement fédéral mais redistribués à la province. Le quart des revenus provinciaux proviennent en fait des paiements de péréquation, un programme destiné à permettre aux provinces plus pauvres d'offrir un niveau de services publics standard. Un autre 10 % des revenus provient de divers programmes fédéraux d'infrastructures, de santé et d'éducation.
Les dépenses du budget provincial s'élèvent à près de 8 milliards de dollars canadiens en 2010-2011, avec un déficit de près de 750 millions de dollars. Les principales dépenses concernent la santé et les services sociaux, l'éducation, les municipalités et le service de la dette.

### Divisions administratives

Carte des comtés, des gouvernements locaux et des réserves indiennes.

Depuis 2023, à la suite d'une réforme municipale orchestrée par le gouvernement provincial, le Nouveau-Brunswick comprend 8 cités, 30 villes, 21 villages, une municipalité régionale, 17 communautés rurales et 12 districts ruraux. Finalement, il y a 31 réserves indiennes, regroupées au sein de Premières Nations, chacune gouvernées par un conseil de bande présidé par un chef.
Chaque type de municipalité a un fonctionnement semblable, bien que les cités aient certaines obligations supplémentaires et que les villages n'ont pas à offrir autant de services publics que les autres municipalités. Une municipalité est gouvernée par un conseil municipal, présidé par un maire. Les districts ruraux sont quant à eux gérés directement par le gouvernement et ne sont donc pas à proprement parler des municipalités mais leurs citoyens peuvent élire un conseil consultatif de trois à six membres dont un président qui conseille le ministre par l'intermédiaire d'un gestionnaire de district rural nommé par lui.
Les gouvernements locaux sont sous la responsabilité du ministère des Gouvernements locaux du Nouveau-Brunswick. Plusieurs services publics de compétence municipale sont régis par des organismes régionaux, par exemple les commissions de gestion des déchets solides et les commissions d'aménagement pour l'urbanisme.
Les gouvernements locaux coexistent avec un système de divisions administratives plus ancien. La subdivision de base en est le comté, qui sont au nombre de quinze. Chaque comté est subdivisé en paroisses, qui sont au nombre de 154. Les gouvernements locaux remplacent les anciennes municipalités de comtés, dissoutes en 1966. La population de chaque paroisse élisait des conseillers au conseil municipal, qui choisissaient à leur tour un préfet. Le conseil siégeait dans un palais de justice situé dans le chef-lieu. Les paroisses avaient certains pouvoirs, qu'ils perdirent graduellement en faveur des municipalités de comté. Certains chefs-lieux ont toujours une importance administrative alors que les comtés continuent d'être utilisés dans les différents découpages administratifs et pour le recensement de la population. De plus, la plupart des paroisses civiles existent toujours en tant que districts de services locaux (DSL). Ces DSL seront toutefois abolis lors de la réforme municipale de 2023.
En 2008, le Rapport sur la gouvernance locale proposait de réformer l'administration locale en modifiant la gestion ainsi que la fiscalité et en regroupant les actuelles municipalités et DSL en 12 « districts de services régionaux », ensuite subdivisés en « entités municipales ».

### Politique fédérale
Le Nouveau-Brunswick compte traditionnellement un ministre au Cabinet et dix sénateurs au Sénat. Dix députés représentent actuellement la province à la Chambre des communes.
En 1982, la Loi constitutionnelle de 1982 est promulguée avec plusieurs garanties linguistiques spécifiques pour le Nouveau-Brunswick. L'article 17 précise par exemple le droit d'employer le français ou l'anglais au Parlement fédéral, suivi par un deuxième alinéa soulignant le même droit de choix linguistique dans la législature de Nouveau-Brunswick. En 1993, le gouvernement provincial de Frank McKenna réclame, comme disposition additionnelle, un amendement à la Constitution du Canada reconnaissant non seulement les droits individuels au Nouveau-Brunswick (par exemple le droit d'un individu à s'exprimer dans la législature provinciale en français ou en anglais), mais aussi l'égalité des communautés des langues officielles (avec leurs propres institutions sociales et culturelles, comme les commissions scolaires, etc). Une telle résolution est adoptée par la Chambre des communes pour modifier l'article 16 avec deux alinéas supplémentaires affirmant les droits égaux des communautés linguistiques officielles néo-brunswickoises et l'obligation au gouvernement provincial de les protéger.

« Art. 16.1 (1993).
1. La communauté linguistique française et la communauté linguistique anglaise du Nouveau-Brunswick ont un statut et des droits et privilèges égaux, notamment le droit à des institutions d'enseignement distinctes et aux institutions culturelles distinctes nécessaires à leur protection et à leur promotion.
2. Le rôle de la législature et du gouvernement du Nouveau-Brunswick de protéger et de promouvoir le statut, les droits, et les privilèges visés au paragraphe (1) est confirmé (83.1) »

Plusieurs personnalités politiques originaires de la province ont occupé des postes d'importance notable, telles que Richard Bedford Bennett (1870-1947), qui a été 11e premier ministre du Canada et Roméo LeBlanc (1927-2009), 25e gouverneur général du Canada de 1995 à 1999, mais également W. A. C. Bennett (1900-1979), premier ministre de la Colombie-Britannique, Andrew Bonar Law (1858-1923), premier ministre du Royaume-Uni, et John Peters Humphrey (1905-1995), l'un des principaux rédacteurs de la Déclaration universelle des droits de l'homme.

### Politique étrangère
La province est membre de l'Assemblée parlementaire de la francophonie et de l'Organisation internationale de la francophonie.

## Justice

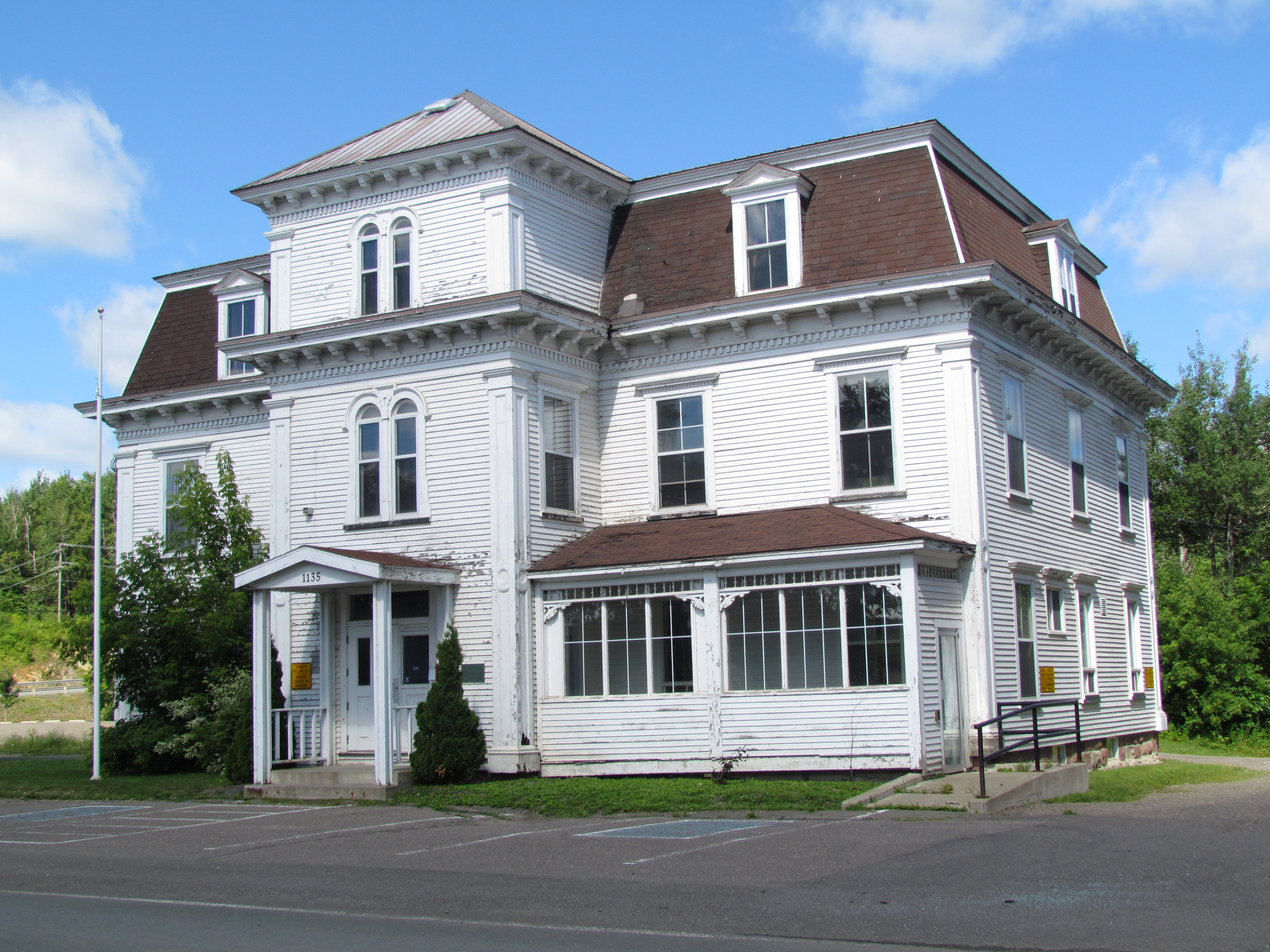
Palais de justice du comté de Victoria.

La Cour provinciale du Nouveau-Brunswick (en anglais : Provincial Court of New Brunswick) est la cour de première instance jugeant les infractions au code criminel ou à d'autres lois fédérales ou provinciales .
La Cour du Banc du Roi du Nouveau-Brunswick (en anglais : Court of King's Bench of New Brunswick) entend tous les litiges en droit de la famille, en plus d'être le tribunal de première instance dans les affaires pénales et civiles de grande envergure. Elle a finalement compétence dans les appels de poursuites sommaires .
La Cour des successions du Nouveau-Brunswick (en anglais : Probate Court) a compétence sur les testaments et les biens de personnes décédées. Elle est présidée par un juge de la Cour du Banc du Roi, bien que distincte de cette dernière. De plus, la Cour des successions exerce les mêmes pouvoirs que la Cour du Banc du Roi en ce qui concerne l’exécution des jugements, et elle peut délivrer les mêmes ordonnances et moyens de contrainte .
La Cour d'appel du Nouveau-Brunswick (en anglais : Court of Appeal of New Brunswick) est le plus haut tribunal ainsi que la cour de dernier ressort, sauf lorsqu'il est possible d'interjeter appel à la Cour suprême du Canada. La Cour siège généralement à Fredericton. Elle compte cinq juges et un juge en chef, poste occupé après 2003 par J. Ernest Drapeau, et depuis 2019 par Marc Richard ,.

## Sécurité

### Défense
La défense du territoire est assurée par les Forces armées canadiennes. La base de soutien de la 5e Division du Canada Gagetown, près de Fredericton, est l'une des plus grandes du Commonwealth et la deuxième en importance au Canada. Elle est le plus grand employeur public de la province, avec 6 500 militaires et 1 000 employés civils. Elle regroupe surtout des unités de la 5e Division du Canada. La souveraineté sur la roche North et l'île Machias Seal, situées au sud-ouest, est disputée avec les États-Unis.

### Sécurité publique
La Gendarmerie royale du Canada assure la sécurité publique mais certaines municipalités possèdent leur propre corps de police.
Le Nouveau-Brunswick a un taux d'homicide légèrement sous la moyenne canadienne, à 1,46 pour 100 000 habitants en 2016 pour 11 homicides, un taux stable depuis 2015.

## Économie
L'économie du Nouveau-Brunswick est dominée par l'exploitation forestière depuis le début du XIXe siècle. Les services occupent désormais une place importante, plus précisément les secteurs financiers, de l'assurance et de la santé.
L'industrie lourde est centrée à Saint-Jean, l'économie de Fredericton est dominée par les services gouvernementaux, les universités et l'armée. Moncton est un centre commercial, de transport et de distribution, avec d'importantes infrastructures ferroviaires et aériennes.
La plupart des institutions financières sont des succursales d'entreprises ontariennes ou québécoises. Les coopératives de crédit, les caisses populaires, dont la principale est UNI Coopération financière, basée à Caraquet, et Assomption Vie, de Moncton, sont quelques exceptions notoires.
Les Néobrunswickois s'étant le plus distingués dans le monde des affaires sont James Hamet Dunn (1874-1956), Max Aitken (1879-1964), Kenneth Colin Irving (1899-1992) ainsi que les frères Harrison McCain (1927-2004) et Wallace McCain (1930-2011).
En mars 2025, face aux nouveaux tarifs douaniers imposés par les États-Unis, la première ministre du Nouveau-Brunswick, Susan Holt, propose de créer une zone de libre-échange entre les provinces de l’Atlantique pour faciliter le commerce et la mobilité de la main-d’œuvre.

### Féodalisme économique
L'influence de la famille Irving (propriétaire de la plus importante raffinerie du Canada, de vastes fermes et domaines forestiers, de journaux, de nombreuses scieries et papeteries, d'une flotte de bateaux et de camions, ou encore d'un réseau ferroviaire) sur le Nouveau-Brunswick est telle que la province est parfois décrite comme étant soumise à une forme de féodalisme économique. En 2016, les quelque 200 entreprises qu'elle contrôle lui confèrent un capital d'environ 10 milliards de dollars.
Les activités du groupe sont soutenues par les autorités à travers de nombreuses exonérations fiscales et le versement de subventions, notamment par le biais du Programme d'achat d’énergie renouvelable pour la grande industrie. La province a également progressivement cédé au groupe Irving la gestion du patrimoine forestier relevant du secteur public, en abaissant régulièrement les normes. En 2014, le dernier réduit la taille des zones tampons entre les forêts et les sites habitables, autorise davantage de coupes à blanc, augmente le volume de production prévu et fait passer la proportion des zones protégées de 31 % à 22 %.
La famille détient la totalité des journaux anglophones de la province. Elle détient également plusieurs stations de radio et télévision locales. Pour l'universitaire Alain Deneault, « les conflits d’intérêts qui découlent de cette situation semblent caricaturaux : les médias du groupe se font essentiellement l'écho des positions de la famille Irving dans tous les champs de la vie sociale et industrielle où elle se trouve engagée. » Les informations transmises par le groupe et diffusées par la presse sont parfois questionnées (notamment en automne 2018, lors d'une explosion sur la raffinerie de Saint-Jean) mais rares sont les fonctionnaires, professeurs et députés à porter des dénonciations, les contributions financières de la famille aux universités et partis politiques lui procurant des moyens de pression.
Des biologistes, des universitaires ou encore Eilish Cleary, l'ancienne responsable de la province sur les questions de santé publique, ont indiqué avoir fait l'objet de fortes pressions (allant dans le cas d'Eilish Cleary jusqu'à un licenciement controversé ) alors qu'ils analysaient l'impact des pesticides employés par le groupe et sa gestion opaque des forêts. Depuis les années 1970, tous les premiers ministres de la province ont été élus avec le soutien d'Irving. Blaine Higgs, premier ministre de 2018 à 2024, est un ancien cadre du groupe. D'après le journaliste Michel Cormier : « On pouvait peut-être remporter une élection sans l'appui tacite d'Irving, mais on pouvait difficilement aspirer au pouvoir s'il décidait de s'y opposer ouvertement. »

### Agriculture
Le Nouveau-Brunswick a connu plusieurs problèmes dans le domaine de l'agriculture, comme partout au Canada, ce qui a causé une baisse de la valeur de la production et l'abandon presque systématique de l'agriculture de subsistance. Alors que la production est restée stable, le nombre de fermes est passé de près de 32 000 en 1941 à 3 000 actuellement. La superficie des terres agricoles a perdu les deux tiers des 350 000 hectares en 1941. Le nombre d'emplois agricoles est passé de 26 834 en 1951 à 6 000 de nos jours. Toutefois, durant la même période, la production est restée stable et le nombre d'emplois dans la transformation et le transport des produits agricoles a augmenté à 18 000.
Les produits laitiers et les patates (pommes de terre) représentent 45 % des revenus agricoles alors le bœuf, la volaille et le porc comptent pour 30 %, les grandes cultures de fruits et légumes pour 7,5 %, les œufs pour 6 % et les produits de l'érable pour 2 %.
Les pommes de terre, surtout de plants, représentent la principale exportation agricole de la province, qui fournit 20 % de la production canadienne. Les patates sont surtout cultivées dans la vallée du fleuve Saint-Jean, où les comtés de Carleton et de Victoria en produisent 80 % et le comté de Madawaska, 15 %. La production laitière se concentre dans les comtés de Kings, de Westmorland et d'York.
Une douzaine d'offices regroupent les producteurs de lait, de dindon, d'œufs, de porc, de crème, de poulet, de pommes, de plantes d'aménagement extérieur ainsi que certains produits forestiers.

### Pêche

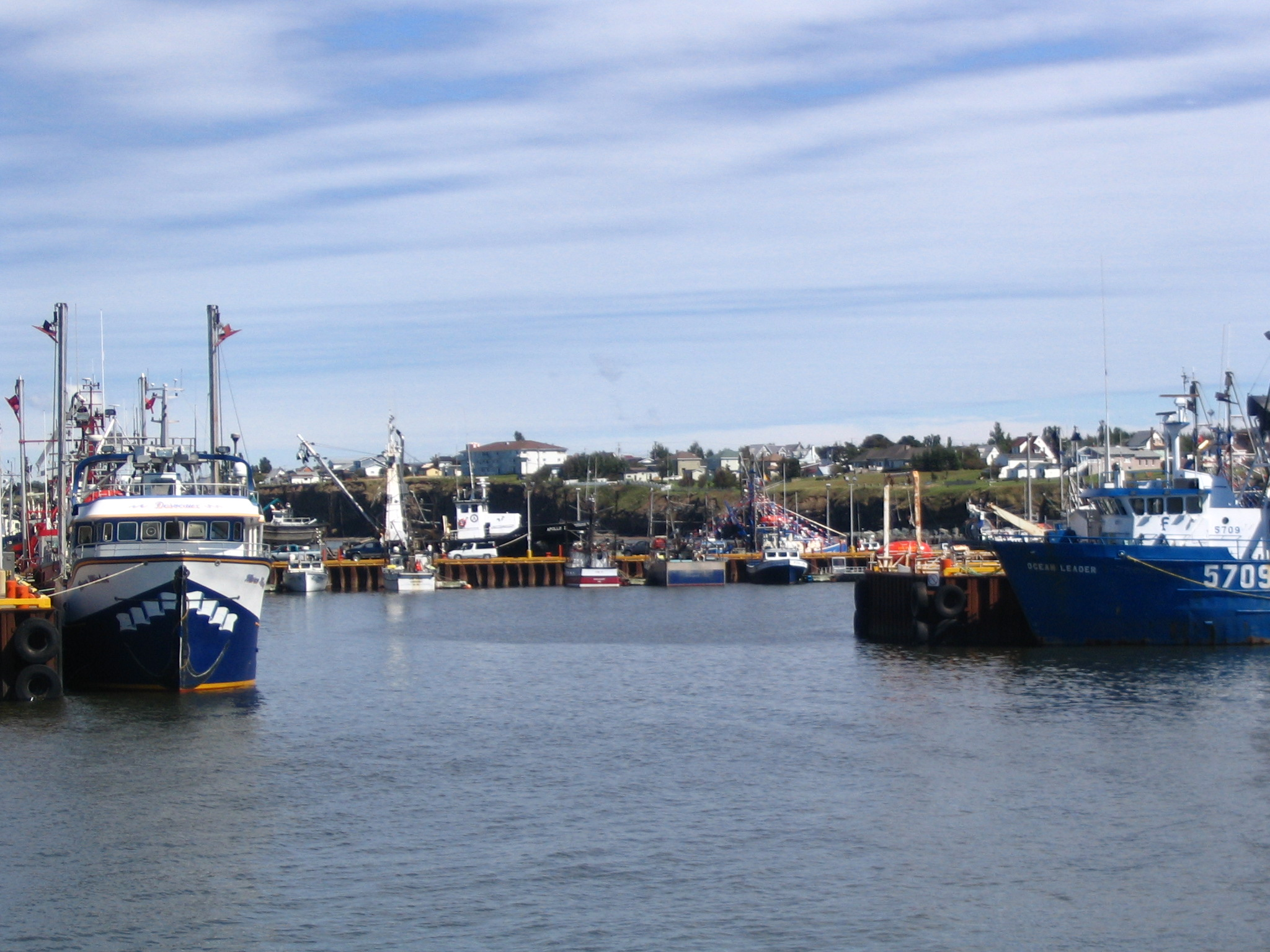
Le port de Caraquet.

La pêche, en déclin jusqu'aux années 1960, connaît ensuite un second souffle grâce à la modernisation des navires et des méthodes. De plus, l'extension des limites de la zone de pêche à 370 km des côtes en 1977 profite à l'industrie. Toutefois, l'industrie souffre actuellement d'une baisse des prises et des stocks de poisson.
L'industrie des pêches néobrunswickoise représente 20 % de celle de la côte atlantique canadienne. La moitié de la production est exportée, principalement aux États-Unis, alors que le Japon représente un marché de plus en plus important. En 1995, les prises avaient une valeur de 100 millions $ et l'industrie comptait 8 000 pêcheurs travaillant sur environ 4 000 bateaux. L'industrie de la transformation crée 10 000 emplois dans 130 usines. Les principales zones de pêche sont le golfe du Saint-Laurent, le détroit de Northumberland et la baie de Fundy. Le homard représente la majeure partie de la valeur des produits transformés, suivi du crabe, du hareng et du pétoncle. La salmoniculture du Sud-Ouest de la province est une industrie de 95 millions $. La truite, les huîtres et les moules sont aussi cultivées dans différentes régions.
Le Nouveau-Brunswick compte de nombreux ports de pêche, dont le plus lucratif et l'un des plus grands est le port de Shippagan, pouvant accueillir 90 bateaux. Le seul chantier naval, celui de Bas-Caraquet, a déjà été le principal chantier de réparation au Canada mais nécessite des investissements importants. L'École des pêches du Nouveau-Brunswick, à Caraquet, offre des cours collégiaux dans les différents domaines de l'industrie.
Les règles en vigueur concernant les droits de pêche sur la section de Nouveau-Brunswick ont relativement évolué depuis la loi de 1988 qui est à ce jour[Quand ?] une des lois les plus connues dans le monde juridique canadien [réf. nécessaire].

### Industrie forestière

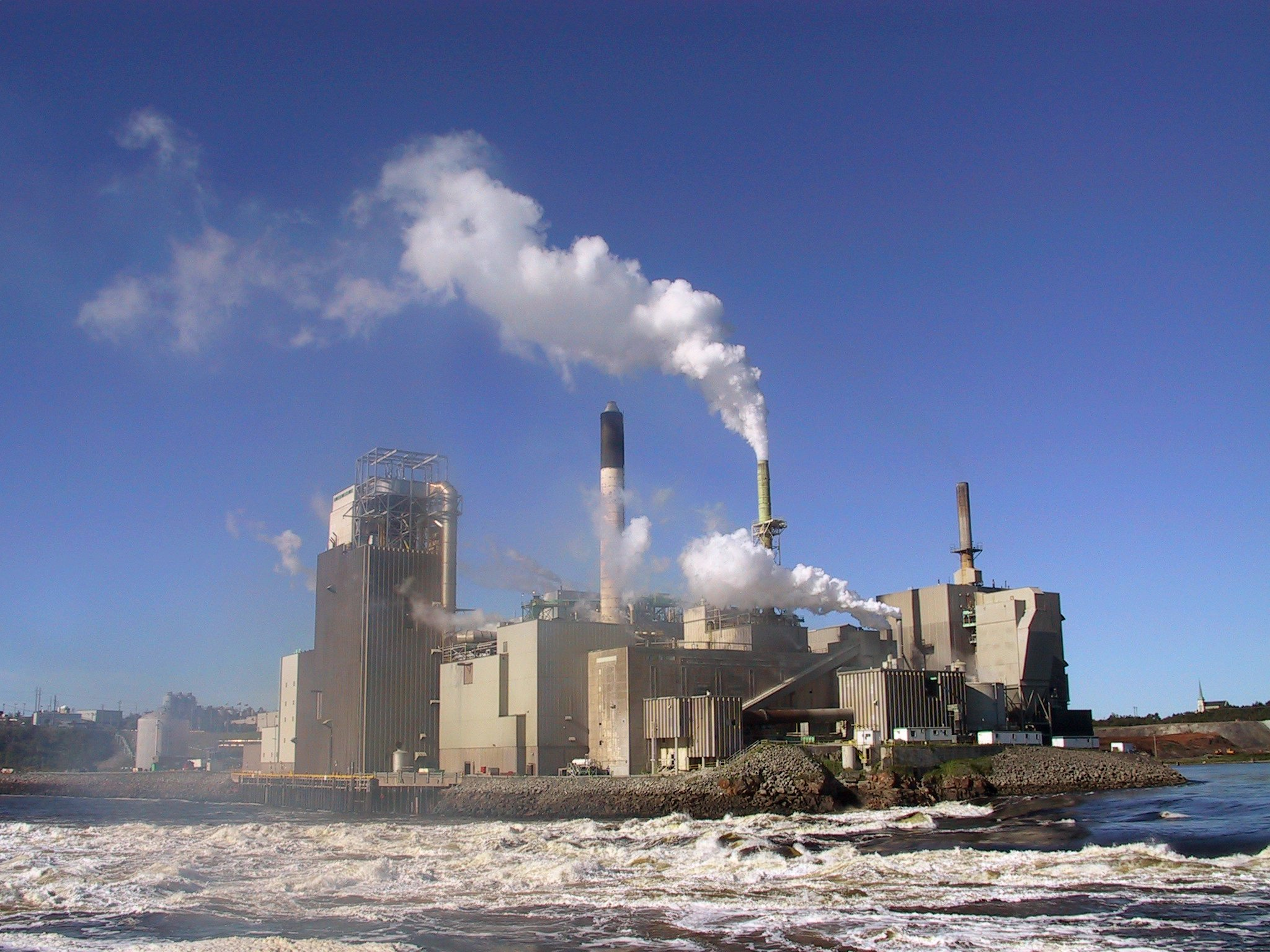
L'usine de pâte et papier J.D. Irving à Saint-Jean.

L'industrie forestière au Nouveau-Brunswick génère des revenus de 2,1 milliards de dollars, soit 11 % du PIB provincial. Les produits forestiers représentent 40 % de la valeur des exportations de la province. L'industrie crée environ 14 000 emplois directs et 13 000 emplois indirects. Les emplois directs à eux seuls représentent une masse salariale de 480 millions de dollars.
La province a une superficie de 7,2 millions d'hectares. 6,1 millions d'hectares sont couverts de forêt et de ce nombre, 5,9 millions d'hectares représentent un potentiel économique. Il y a deux types de terres à bois au Nouveau-Brunswick : la terre de la Couronne et les terres privées. Les terres de la couronne sont divisées en 10 zones (licences), qui sont louées à 6 grandes compagnies forestières (licenciés) et environ 50 sous-licenciés[réf. souhaitée].
Les terres de la couronne représentent 51 % des terres à bois, les terres fédérales 2 %, les terres privées des particuliers 29 % et les terres privées des compagnies forestières 18 %[réf. souhaitée].
Moins de 2 % (60 000 hectares) des terres publiques sont coupées à chaque année, et deux tiers repousseront naturellement.
La gestion des forêts de la province est particulièrement opaque. Spécialiste international de la corruption politique, Donald Bowser se dit « estomaqué de découvrir qu'il y a moins de transparence au Nouveau-Brunswick qu'au Kurdistan, au Guatemala ou en Sierra Leone, en dépit des fonds publics colossaux engagés dans l'exploitation des ressources naturelles ».
| Type de bois | Volume coupé (mètres cubes) | Volume permis (mètres cubes) |
| ------------ | --------------------------- | ---------------------------- |
| Bois mou     | 3 290 000                   | 3 494 000                    |
| Bois franc   | 1 530 000                   | 1 870 000                    |
| Total        | 4 820 000                   | 5 364 000                    |

### Industrie minière
L'industrie minière est des plus développées au Nouveau-Brunswick, sa valeur s'élevant à près de 1,5 milliard $ en 2006 mais elle est de plus en plus en difficulté. L'industrie emploie 4 200 personnes. Il y a trois mines produisant du zinc, du plomb et du cuivre, une mine souterraine de potasse et de sel ainsi que 10 grandes carrières. La mine Brunswick est la plus importante mine souterraine de zinc au monde. La province produit moins de 2 % du cuivre canadien mais 25 % de l'argent, 30 % de l'antimoine, 31 % du zinc, 39 % du plomb et 91 % du bismuth. Il y a 24 exploitants de tourbières, situées pour la plupart dans la péninsule acadienne et dans la région de Baie-Sainte-Anne. Cette production représente 31 % du total canadien.
L'industrie minière a pourtant pris du temps à se développer. Les mines de charbon de Minto, exploitées depuis le XVIIe siècle, ont quand même contribué au développement de la région. L'un des premiers puits de pétrole commercial au monde a été foré à Memramcook en 1859. L'extraction du charbon a pratiquement cessé à partir des années 1960, à cause de l'adoption du développement de l'énergie hydroélectrique et du pétrole. Le premier et le deuxième choc pétrolier a relancé l'exploitation du charbon mais la découverte des mines du Nord-Est de la province a rapidement dépassé cette production. La mine de charbon fermera ses portes en 2010.
Le tiers du territoire est composé de roches du carbonifère, qui pourraient contenir du gaz naturel. L'industrie s'est développée récemment, en particulier depuis la construction d'un gazoduc reliant la Nouvelle-Écosse aux États-Unis via le Sud de la province.

### Énergie

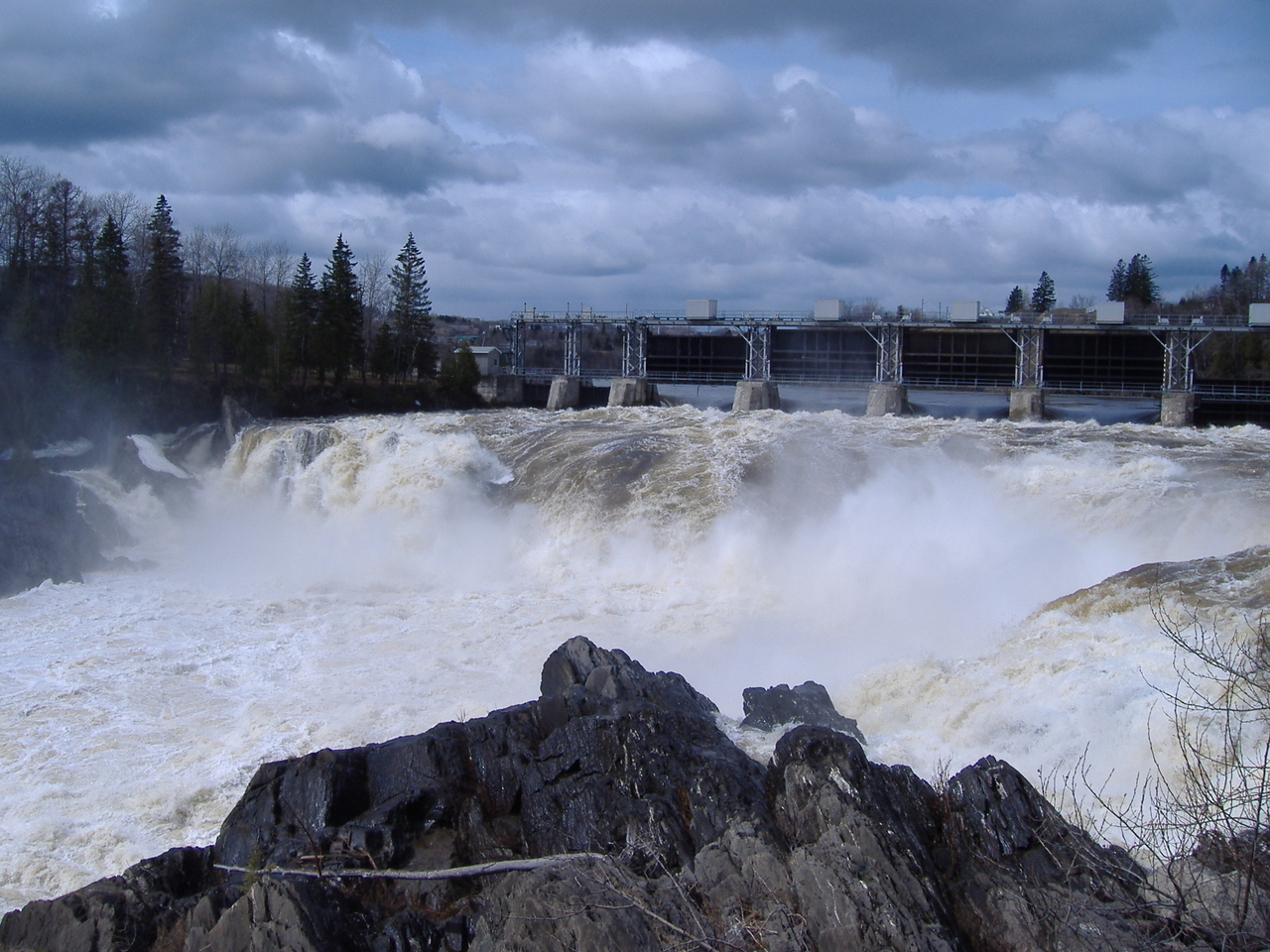
L'évacuateur de crues de la centrale hydroélectrique de Grand-Sault.

Le principal producteur et distributeur d'électricité est Énergie NB. La pétrolière Irving Oil est basée à Saint-Jean, où elle exploite la plus importante raffinerie de pétrole au pays.

### Tourisme

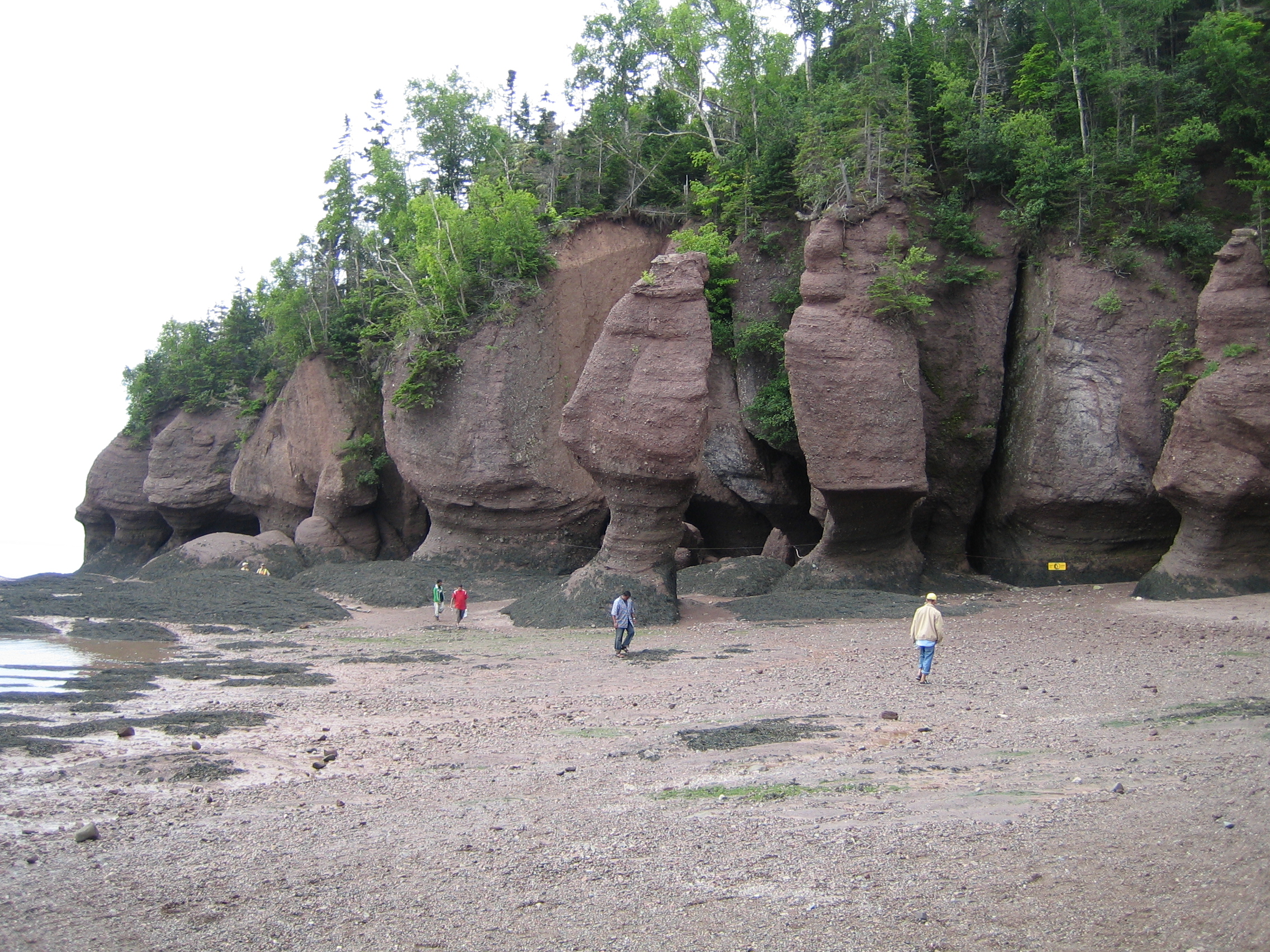
Les rochers de Hopewell.

Le tourisme est l'un des piliers de l'économie provinciale. Le ministère du Tourisme et des Parcs en assure le développement et la promotion. Les plages d'eau chaude, les paysages, les activités de plein air et la culture acadienne sont parmi les principaux thèmes des campagnes publicitaires. Les différents sites et activités sont associés à cinq routes panoramiques, identifiées par un logo sur les panneaux routiers. En 2007, le tourisme procurait des emplois directs à l'équivalent de 23 000 travailleurs répartis dans 3 440 entreprises. Cette industrie, dont les bénéfices 791 millions de dollars, accapare 3,2 % du PIB. en 1994, 1,2 million de touristes visitaient, annuellement, la province.
Les parcs nationaux de Fundy et de Kouchibouguac et les 34 parcs provinciaux attirent à eux seuls 2,1 millions de visiteurs annuellement. Les sites les plus recommandés sont le centre d'interprétation de la nature du Cap-Jourimain, le pays de la Sagouine, le musée du Nouveau-Brunswick, le parc national de Kouchibouguac, le parc naturel Irving, le quartier historique de la Garnison, le sentier Fundy, le Parc provincial Hopewell Rocks, le Village historique acadien et le village historique de Kings Landing.

### Construction et fabrication

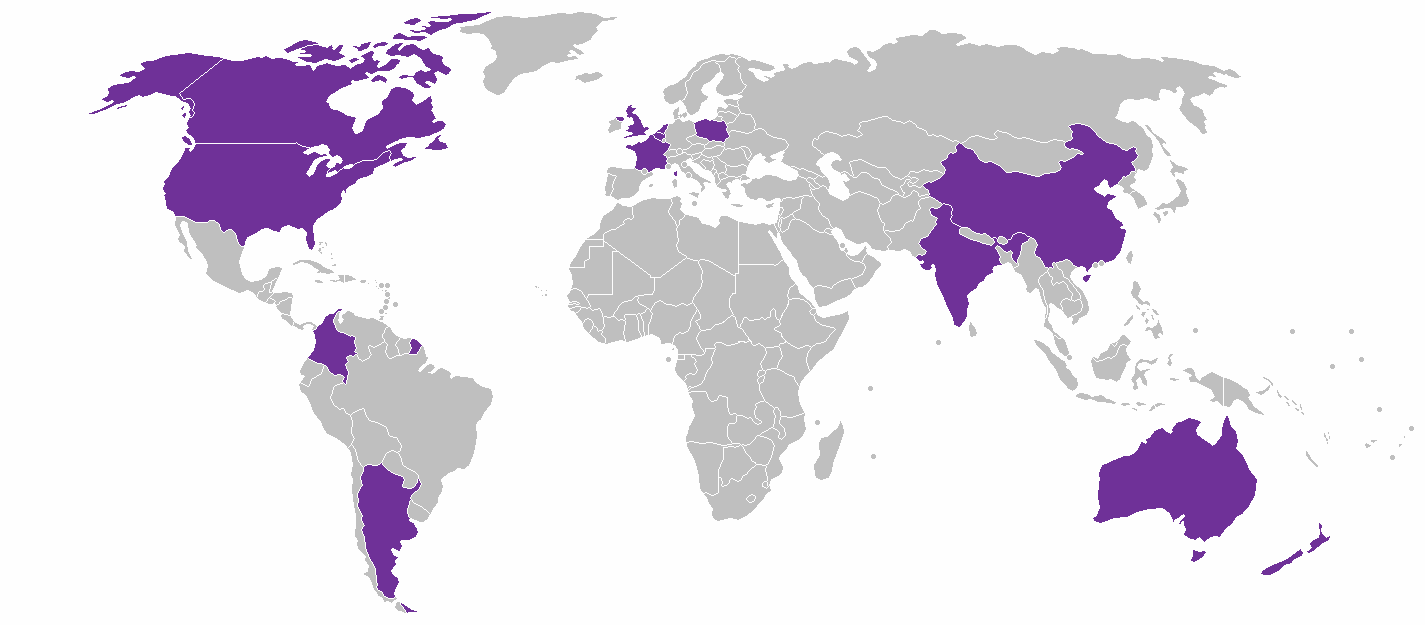
Pays dans lesquels McCain Foods possède des usines.

Environ 17 000 emplois dépendent de l'industrie de la construction. La valeur des travaux s'élevait à 845,2 millions $ en 1992. Le plus grand projet des années 1980 a été la construction de la centrale nucléaire de Point Lepreau.
Le secteur manufacturier regroupe 1 600 entreprises employant plus de 50 000 personnes. Cette industrie est surtout basée sur la transformation des ressources naturelles locales, dont le tiers est lié à l'industrie forestière. L'industrie agroalimentaire, avec notamment McCain Foods à Florenceville-Bristol et Grand-Sault, arrive en deuxième. La Bathurst Mining & Smelting Company à Bathurst et la raffinerie d'Irving Oil à Saint-Jean ont aussi un poids important dans l'économie.

### Transports

Carte du réseau routier du Nouveau-Brunswick.

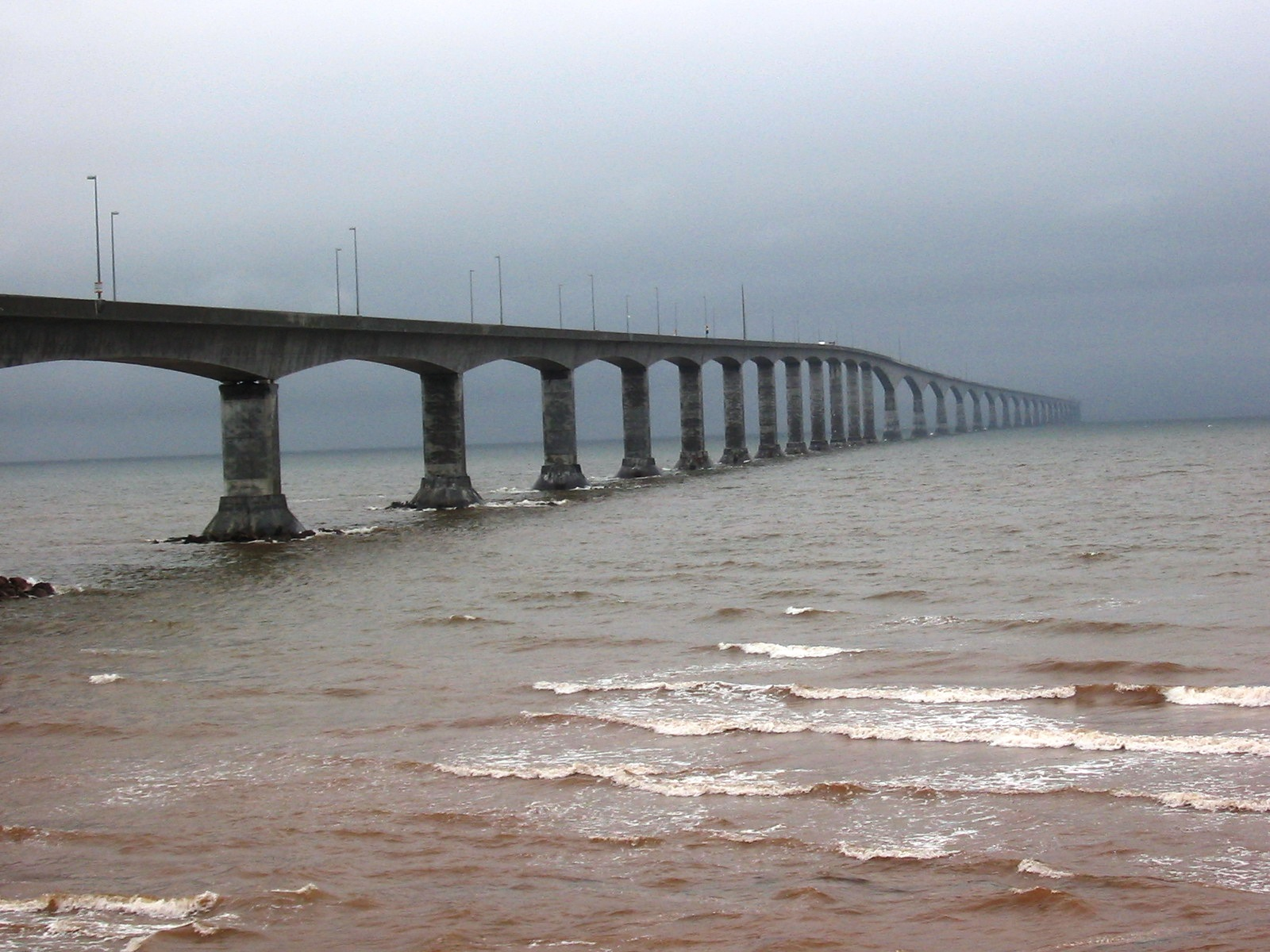
Le pont de la Confédération.

La gestion du réseau de transport est la responsabilité du ministère des Transports et de l'Infrastructure du Nouveau-Brunswick. Transports Canada est responsable des transports transfrontaliers, tandis que la Gendarmerie royale du Canada, la Garde côtière canadienne et Nav Canada sont les principaux organismes de compétence fédérale assurant la sécurité sur les routes, en mer et dans les airs.

### Transport routier
Le réseau routier a une longueur totale de près de 19 000 kilomètres en 2017, la plupart asphalté. La route transcanadienne traverse la province du nord-ouest au sud-est, desservant Edmundston, Fredericton et Moncton. Le réseau autoroutier relie toutes les régions entre elles, sauf la Péninsule acadienne, où une autoroute sera construite en 2014. Il y a près de 2 700 structures. Le pont de la Confédération, long de 12,9 km, permet de relier le Nouveau-Brunswick à l'Île-du-Prince-Édouard.
La compagnie d'autobus interurbains Acadian Lines, filiale d'Orléans Express, dessert 36 localités.
Les villes de Moncton, Saint-Jean et Fredericton possèdent chacune un réseau de transport en commun par autobus. Bathurst avait instauré un service en 2005 avant de le retirer moins d'un an plus tard. L'ouverture d'un réseau est proposée à Bouctouche.

### Transport aérien
L'aéroport international Roméo-LeBlanc, l'aéroport de Saint-Jean et l'aéroport international de Fredericton offrent des liaisons directes vers plusieurs destinations canadiennes dont Halifax, Montréal, Toronto et Ottawa ainsi que vers Newark et Saint-Pierre-et-Miquelon. Les Antilles et Londres sont aussi desservis durant l'été. L'aéroport de Bathurst offre des liaisons intérieures régulières alors que ceux de Charlo, Saint-Léonard et Miramichi offrent un service restreint.

### Transport ferroviaire

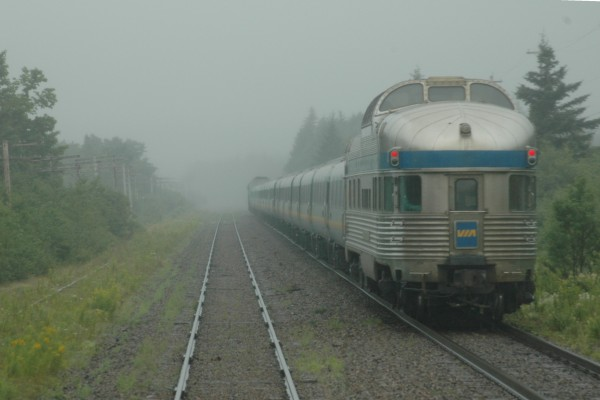
L'Océan.

La première voie ferrée, la ligne de Saint-Jean à Pointe-du-Chêne du chemin de fer European & North American, fut achevée en 1857. Le chemin de fer Intercolonial, inauguré en 1872, relia toutes les provinces canadiennes à l'époque, une des conditions de la Confédération canadienne. Le réseau néobrunswickois est désormais réduit et relativement vétuste, servant surtout au transport des marchandises. Le plus ancien train de passagers de Via Rail Canada, L'Océan, relie Montréal à Halifax via neuf gares du Nord et de l'Est du Nouveau-Brunswick, six fois par semaine. Ce service est utilisé par 130 000 passagers néobrunswickois annuellement.
Il n'y a aucun réseau de tramway, de train de banlieue ou de métro. Moncton, Saint-Jean et Saint-Stephen ont toutefois déjà possédé des réseaux de tramway à traction électrique.

### Transport maritime

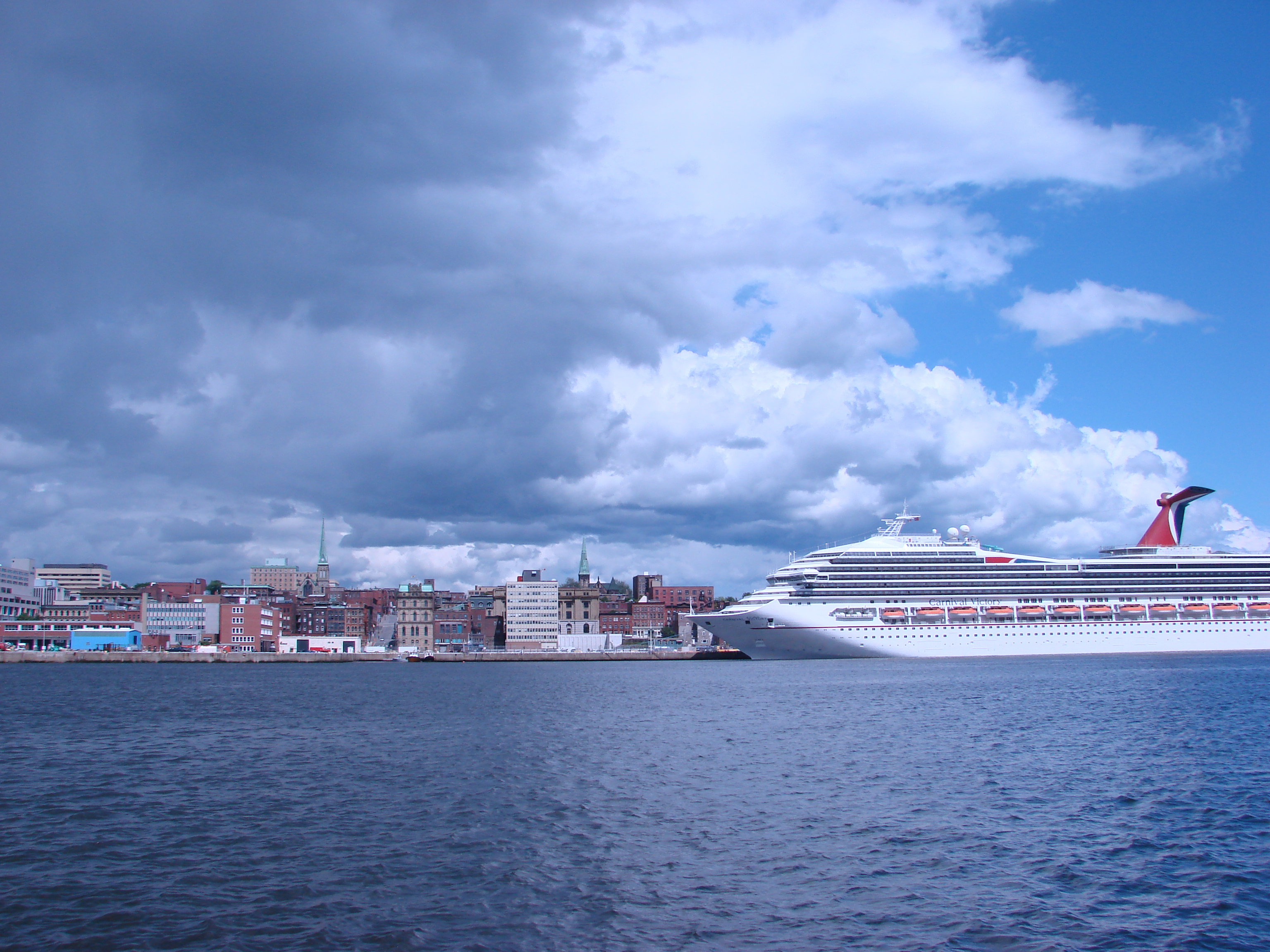
Le paquebot Carnival Victory accosté à Saint-Jean.

Le premier port du Nouveau-Brunswick et le troisième au pays est le port de Saint-Jean, où 25 millions de tonnes de marchandises ont été manutentionnées en 2008. Par ordre décroissant d'importance viennent ensuite les ports de Belledune, de Bayside, de Dalhousie et de Miramichi. Le port de Saint-Jean accueille aussi des navires de croisière. La province compte également des dizaines de ports de pêche et de plaisance.
Le gouvernement exploite douze traversiers et bacs gratuits dans le fleuve Saint-Jean ainsi qu'à l'île Deer. Coastal Transport Services dessert l'archipel de Grand Manan. Bay Feries exploite le Princess of Acadia entre Saint-Jean et Digby, en Nouvelle-Écosse.

## Population

### Démographie
Un recensement de la population est organisé tous les cinq ans par Statistique Canada. Selon le dernier recensement de 2021, il y avait 775 610 habitants, une hausse de 3,8 % depuis 2016. C'est légèrement plus que la population des Îles Salomon, le 162e pays le plus peuplé du monde. La densité de population s'élevait à 10,9 habitants/km2, comparativement à 4,2 habitants/km2 au niveau national. La densité de population du Nouveau-Brunswick est légèrement plus élevée que celle de la Bolivie, le 213e pays le plus densément peuplé du monde. Les données du recensement de 2021 n'étant pas encore toutes disponibles, les autres aspects de la démographie du Nouveau-Brunswick sont connus d'après le recensement de 2011. L'âge médian y était de 41,5 ans, comparativement à 39,5 ans pour le Canada, alors que 83,8 % de la population était âgée de plus de 15 ans, comparativement à 82,3 % au pays. En 1996, 49 % de la population habitait en ville et 51 % à la campagne.

### Identité, ethnies et origines
| Recensement de 2016                           | Recensement de 2016                           | Population | % de la population totale |
| --------------------------------------------- | --------------------------------------------- | ---------- | ------------------------- |
| Minorités visibles                            | Noirs                                         | 7 000      | 1 %                       |
| Minorités visibles                            | Chinois                                       | 3 925      | 0,5 %                     |
| Minorités visibles                            | Arabes                                        | 2 960      | 0,4 %                     |
| Minorités visibles                            | Asie du Sud                                   | 2 535      | 0,3 %                     |
| Minorités visibles                            | Autre minorité visible                        | 8 115      | 1,1 %                     |
| Total de la population des minorités visibles | Total de la population des minorités visibles | 24 535     | 3,4 %                     |
| Autochtones                                   | Premières Nations                             | 17 585     | 2,4 %                     |
| Autochtones                                   | Métis                                         | 10 200     | 1,4 %                     |
| Autochtones                                   | Inuits                                        | 385        | 0,1 %                     |
| Total population autochtone                   | Total population autochtone                   | 29 385     | 4 %                       |
| Canadiens européens                           | Canadiens européens                           | 676 790    | 92,6 %                    |
| Total population                              | Total population                              | 730 710    | 100,00                    |

Lors du recensement de 2006, les répondants avaient la possibilité d'inclure une ou plusieurs origines ; 30,3 % des habitants se définissaient simplement comme Canadiens.
Les Malécites, les Micmacs et les Passamaquoddys sont les peuples établis depuis le plus longtemps au Nouveau-Brunswick. Les Amérindiens dans l'ensemble comptent pour 4,2 % de la population. Il y a aussi 0,7 % de Métis et 0,1 % d'Inuits. La majeure partie vivent dans quinze réserves indiennes.

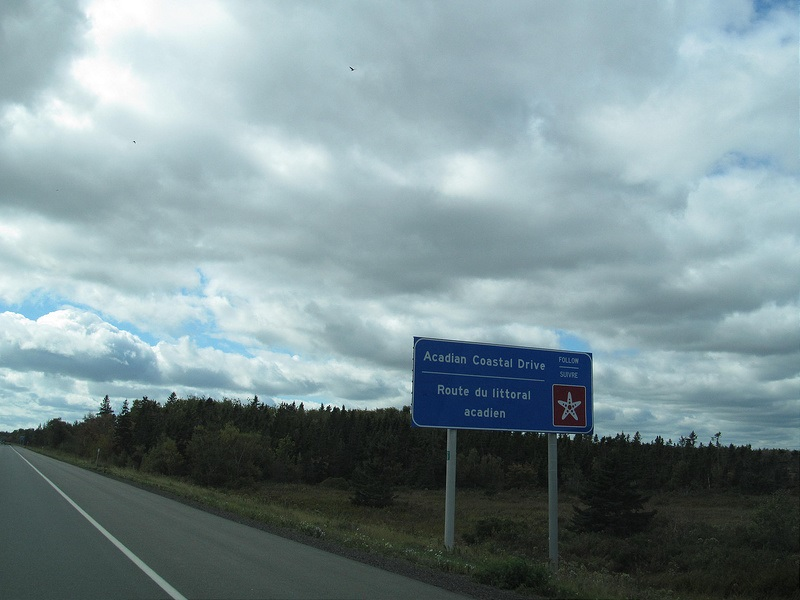
Panneau routier indiquant la route du littoral acadien au Nouveau-Brunswick.

Les Acadiens représentent près de 30 % de la population. En fait, 3,5 % des habitants se définissent comme tel et 26,5 % comme Français mais dans les faits, la majorité se considèrent eux-mêmes acadiens, la principale raison étant que l'option « acadien » ne figurait pas dans le recensement avant 1982. Leur nombre officiel ne cesse de croître depuis cette époque. Il y a effectivement quelques centaines de Français au Nouveau-Brunswick. Les Acadiens descendent en grande partie de familles, pour la plupart françaises, établies dans l'ancienne colonie française d'Acadie dès sa fondation en 1604. À ces familles s'ajoutent de nombreuses arrivées jusqu'à ce jour[Quand ?]. Les Acadiens résident surtout dans le Nord et l'Est de la province, y compris à Miramichi et Moncton. Il y a également des Acadiens dans la plupart des autres localités de la province, notamment à Fredericton, Minto, Nackawic et Saint-Jean. Près de 300 000 Acadiens résident dans les Provinces maritimes, d'où le nom d'Acadie donné à ses régions francophones, nom qui s'applique aussi par extension aux autres communautés acadiennes du monde.
La province comptait 68,6 % d'habitants d'origine britannique. Plus précisément, les Anglais représentent 25,5 % de la population, les Irlandais 20,9 %, les Écossais 19,9 % les Gallois 1,4 % et moins de 0,1 % pour les Corniques. Ils sont communément appelés les Canadiens anglais ou encore les Anglais ou les Anglos, des noms qui peuvent aussi s'appliquer à tout anglophone, peu importe son origine. Les Canadiens anglais sont présents dans toutes les provinces canadiennes. Les Canadiens anglais sont surtout issus de familles établies sur le territoire à partir de la fin du XVIIIe siècle. Ils résident surtout dans le Sud de la province et dans la vallée du fleuve Saint-Jean jusqu'à la hauteur de Grand-Sault, sans oublier d'importantes populations dans le Nord, à Belledune, Dalhousie et Tide Head, et dans l'Est, à Miramichi et Rexton et dans le Sud-Est, à Dorchester, Port Elgin et Sackville. Il y a finalement des minorités dans la plupart des localités de la province, notamment à Bathurst et Campbellton, dans le Nord.
La province compte de nombreuses autres ethnies issues d'une immigration souvent plus récente. En effet, les immigrants comptent pour 3,7 % de la population et les résidents permanents pour 0,4 % tandis que 1,6 % des habitants n'ont pas la nationalité canadienne. De plus, 25,0 % des habitants sont des canadiens de deuxième génération ou moins. 1,9 % des habitants font partie d'une minorité visible. Le groupe le plus important sont les Noirs. Les Allemands représentent ainsi la troisième ethnie la plus importante, avec 4,7 % de la population. En ordre descendant, les Néerlandais comptent pour 2,2 % de la population, les Américains 0,9 %, les Italiens 0,8 %, les Danois 0,5 %, les Polonais 0,4 %, les Chinois 0,4 %, les Libanais 0,4 %, les Norvégiens 0,4 %, les Ukrainiens 0,3 %, les Indiens 0,3 %, les Suédois 0,3 %, les Espagnols 0,3 %, les Portugais 0,2 %, les Africains (sans plus de détails) 0,2 %, les Magyars 0,2 %, les Juifs 0,2 %, les Russes 0,2 %, les Belges 0,2 %, ainsi que 0,1 % respectivement pour les Grecs, les Suisses, les Autrichiens et les Québécois.
Les déménagements changent aussi la répartition de population car 9,8 % des gens résidaient dans une autre municipalité en 2001 alors que 4,6 % sont originaires d'une autre province.

Principales communautés et régions acadiennes.
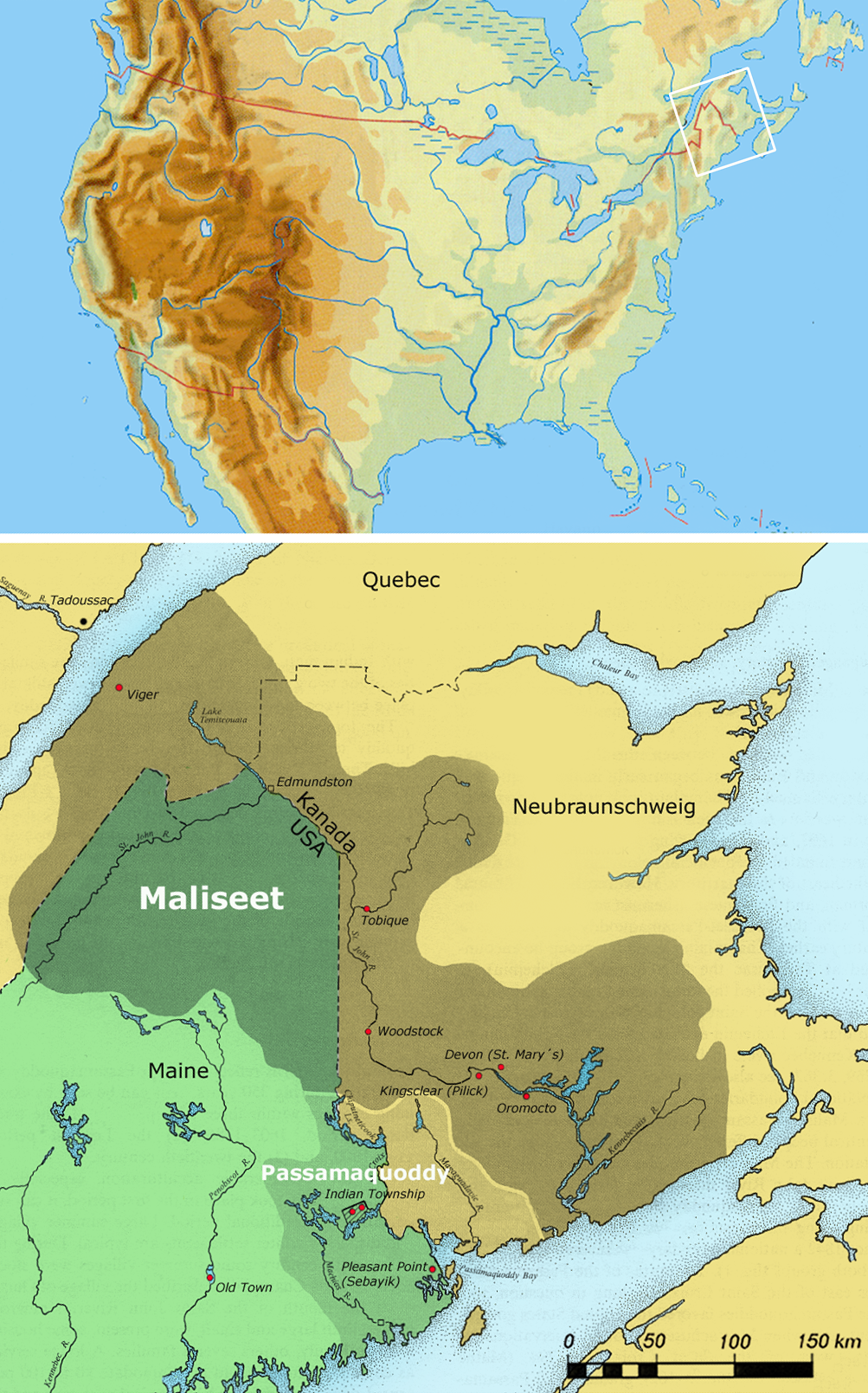
Territoires historiques des Malécites et des Passamaquoddys.
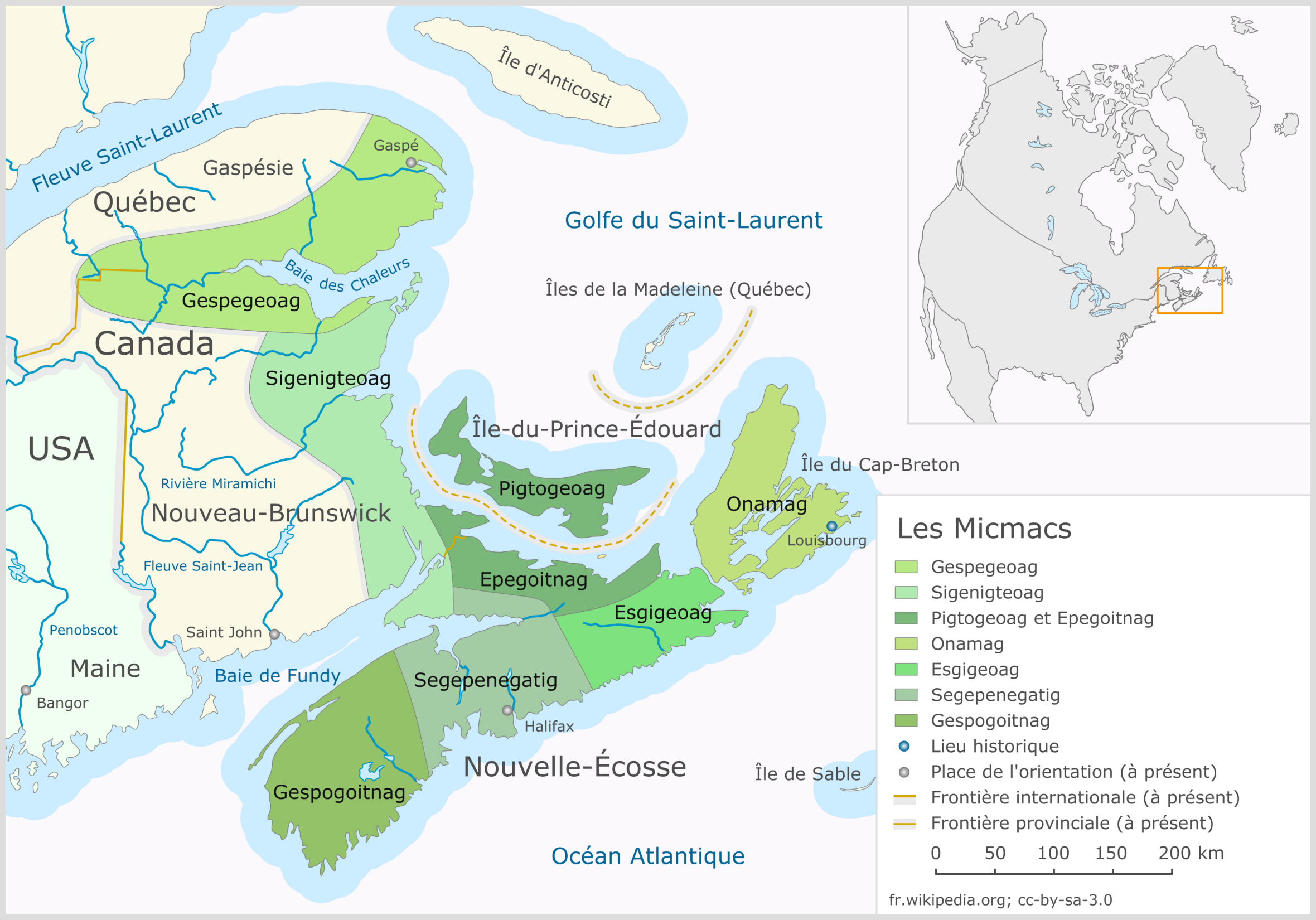
Territoire historique des Micmacs.
Réserves indiennes actuelles.

### Langues

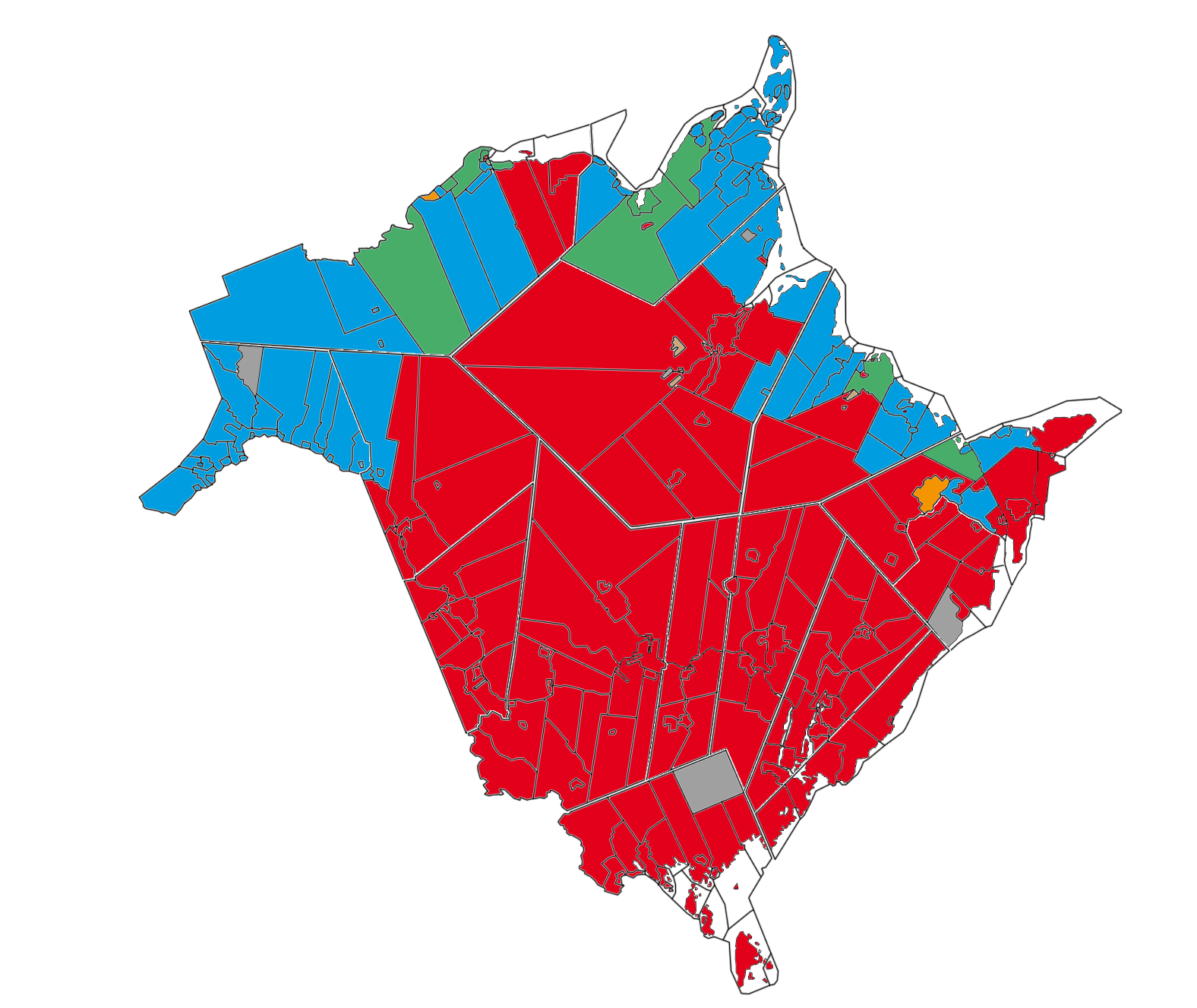
Langue maternelle au Nouveau-Brunswick.
Majorité anglophone, moins de 33 % de francophones
Majorité anglophone, plus de 33 % de francophones
Majorité francophone, plus de 33 % d'anglophones
Majorité francophone, moins de 33 % d'anglophones
Données non disponibles

Proportion d'habitants déclarant utiliser uniquement le français à la maison lors du recensement de 2016, par subdivision.

Carte des langues officielles selon la municipalité. Bleu : français, rouge : anglais, orange : bilingue, beige : ne s'applique pas.

Tout comme pour le Canada, les deux langues officielles du Nouveau-Brunswick sont le français et l'anglais. La province est en fait la seule du pays à être officiellement bilingue. Le bilinguisme est en effet garanti par les articles 16, 16.1, 17, 18, 19, 20, 21 et 23 de la Charte canadienne des droits et libertés au niveau fédéral. La Loi reconnaissant l'égalité des deux communautés linguistiques officielles au Nouveau-Brunswick et la Loi sur les langues officielles le protègent au niveau provincial. En somme, les législatures provinciales et fédérales ainsi que toutes les publications gouvernementales sont bilingues, les services publics sont bilingues, y compris les hôpitaux et la police, les employés du gouvernement provincial peuvent communiquer entre eux dans la langue de leur choix, les municipalités comptant plus de 20 % d'habitants parlant chaque langue officielle de même que toutes les cités sont bilingues, tous les habitants peuvent suivre un procès dans leur langue d'usage et l'accès à l'éducation en langue minoritaire est garanti si le nombre le permet. Nul n'est forcé de parler une langue ou l'autre, sauf dans certains emplois gouvernementaux qui exigent le bilinguisme, comme celui de lieutenant-gouverneur, selon un jugement de la juge en chef de la Cour du Banc du Roi en 2022 . La commissaire aux langues officielles, dont le poste est occupé depuis janvier 2020 par Shirley MacLean pour un mandat de sept ans, a le mandat d'enquêter sur les plaintes liées aux langues officielles.
Environ 64,8 % de la population a l'anglais pour langue maternelle et 32,6 % le français. De plus, 0,7 % des habitants déclarent plus d'une langue maternelle ; 0,6 % sont ainsi à la fois francophones et anglophones, alors que la plupart des autres ont appris l'anglais et une langue non officielle en premier, suivi de ceux ayant appris le français et une langue non officielle et finalement ceux ayant les deux langues officielles et au moins une langue non officielle comme langues maternelles. Au niveau de la connaissance des langues, 56,3 % des habitants sont unilingues anglophones, 10,2 % sont unilingues francophones, 33,4 % connaissent les deux langues officielles et 0,1 % ne connaissent ni l'anglais, ni le français. L'anglais est la langue usuelle - parlée à la maison - de 68,7 % de la population, le français de 29,4 %, les deux langues officielles de 0,6 %, l'anglais et une langue non officielle de 0,1 %, le français et une langue non officielle de moins de 0,1 %, tout comme pour les gens parlant à la fois le français, l'anglais et au moins une langue non officielle ; 1,2 % des habitants utilisent quant à eux une langue non officielle seule. L'anglais est utilisé par 72,9 % des travailleurs, le français par 33,7 %, les deux langues officielles par 3,0 %, l'anglais et une langue non officielle par 0,1 %, le français et une langue non officielle par moins de 0,1 % et une langue non officielle seule par 0,2 %.
Le français acadien est le principal dialecte du français. Le brayon, ou français de la vallée, est commun dans le Nord-Ouest de la province et au Maine; il s'apparente fortement au français québécois mais est influencé par le français acadien. Le chiac, parlé dans les environs de Moncton, est parfois décrit comme un dialecte du français fortement influencé par l'anglais, parfois comme une langue à part entière. L'anglais canadien, ou plus précisément l'anglais des Maritimes, est le principal dialecte d'anglais.
Le micmac est la troisième langue maternelle la plus importante, avec 0,4 % des locuteurs, suivi des langues chinoises avec 0,3 %, l'allemand avec 0,3 %, le néerlandais avec 0,2 %, l'espagnol avec 0,2 %, l'arabe avec 0,1 % ainsi que le coréen et l'italien avec respectivement moins de 0,1 %. Le malécite-passamaquoddy arrive en 11e position, avec 0,07 % des locuteurs, devant le persan.
La répartition des langues suit généralement la répartition des ethnies, la plupart des Canadiens anglais sont anglophones tandis que la plupart des Acadiens sont francophones. Ainsi, la région francophone occupe tout le Nord et l'Est, c'est-à-dire en amont du fleuve Saint-Jean, dans la région de Saint-Quentin ainsi que sur les rives de la baie des Chaleurs et du golfe du Saint-Laurent. La région anglophone se situe dans le Sud, le centre et l'Ouest, en d'autres mots sur les rives de la baie de Fundy, en aval du fleuve Saint-Jean et dans la vallée de la rivière Petitcodiac. Pour simplifier, on peut dire qu'une ligne diagonale allant du nord-ouest au sud-est sépare le Nouveau-Brunswick en deux « régions linguistiques ». La situation se complique dans les principales villes. Bien qu'elle soit située en région majoritairement francophone, la population de Bathurst et de Campbellton est à près de 50 % anglophone. Le Grand Moncton est situé à la limite des deux régions linguistiques. Moncton est à 35 % francophone, Dieppe est à 80 % francophone et Riverview est majoritairement anglophone. Il y a en plus des enclaves, comme la population anglophone de Miscou et celle de Cowans Creek, près de Tracadie-Sheila.
La signalisation routière est bilingue dans toute la province. Dieppe a adopté en 2009 le premier règlement obligeant l'affichage bilingue. Des discussions sont aussi en cours dans d'autres villes comme Moncton et Tracadie-Sheila.
Toutefois, le poids des francophones baisse de manière constante au niveau provincial. En se basant sur le critère de la langue maternelle, leur poids est ainsi passé de 35,9 % de la population du Nouveau-Brunswick en 1951, à 32,4 % à 2016 (et même à 31,8 % selon le critère de la première langue officielle parlée, qui inclut également les allophones utilisant le français en premier). Selon l'expert Ilyes Zouari, spécialiste du monde francophone, les Acadiens du Nouveau-Brunswick devraient avoir un indice synthétique de fécondité (ISF) de 2,7 enfants par femme, soit environ le double du niveau actuel (un des plus faibles au monde), afin de pouvoir maintenir leur poids au niveau provincial sur le long terme. Et ce, puisqu'il convient de tenir compte d'une immigration très majoritairement anglophone (à plus de 80 %, l'immigration étant gérée par un gouvernement principalement anglophone), du taux d'assimilation des francophones à chaque génération (environ 20 %, et particulièrement dans le sud-est) et du taux d'assimilation des immigrés francophones (censés pourtant renforcer la population de langue française de la province). À défaut d'atteindre ce niveau de fécondité, la création d'une province acadienne, regroupant les territoires acadiens du Nouveau-Brunswick, serait alors inévitable selon ce même expert,.

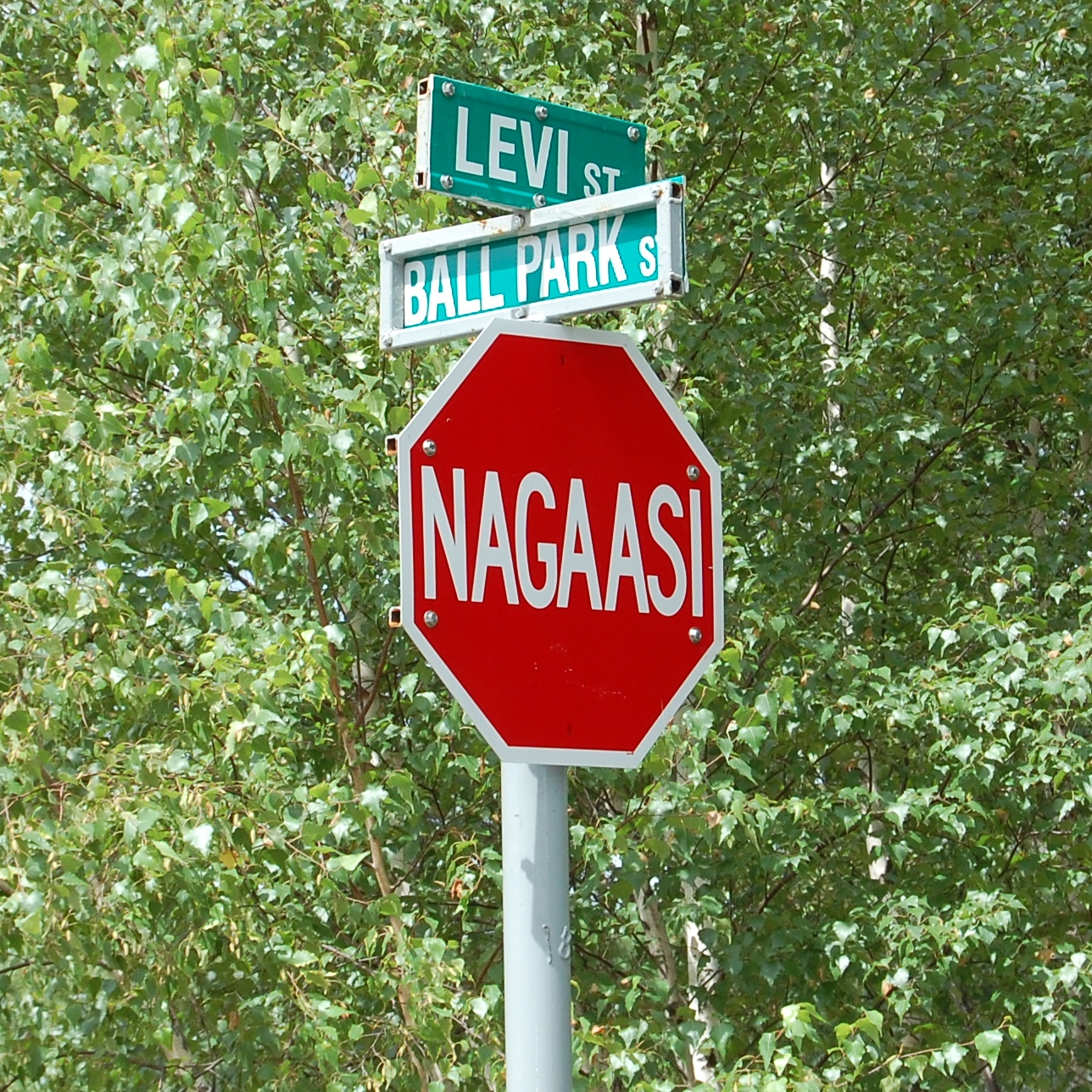
Panneau d'arrêt en langue micmacque, à Elsipogtog.
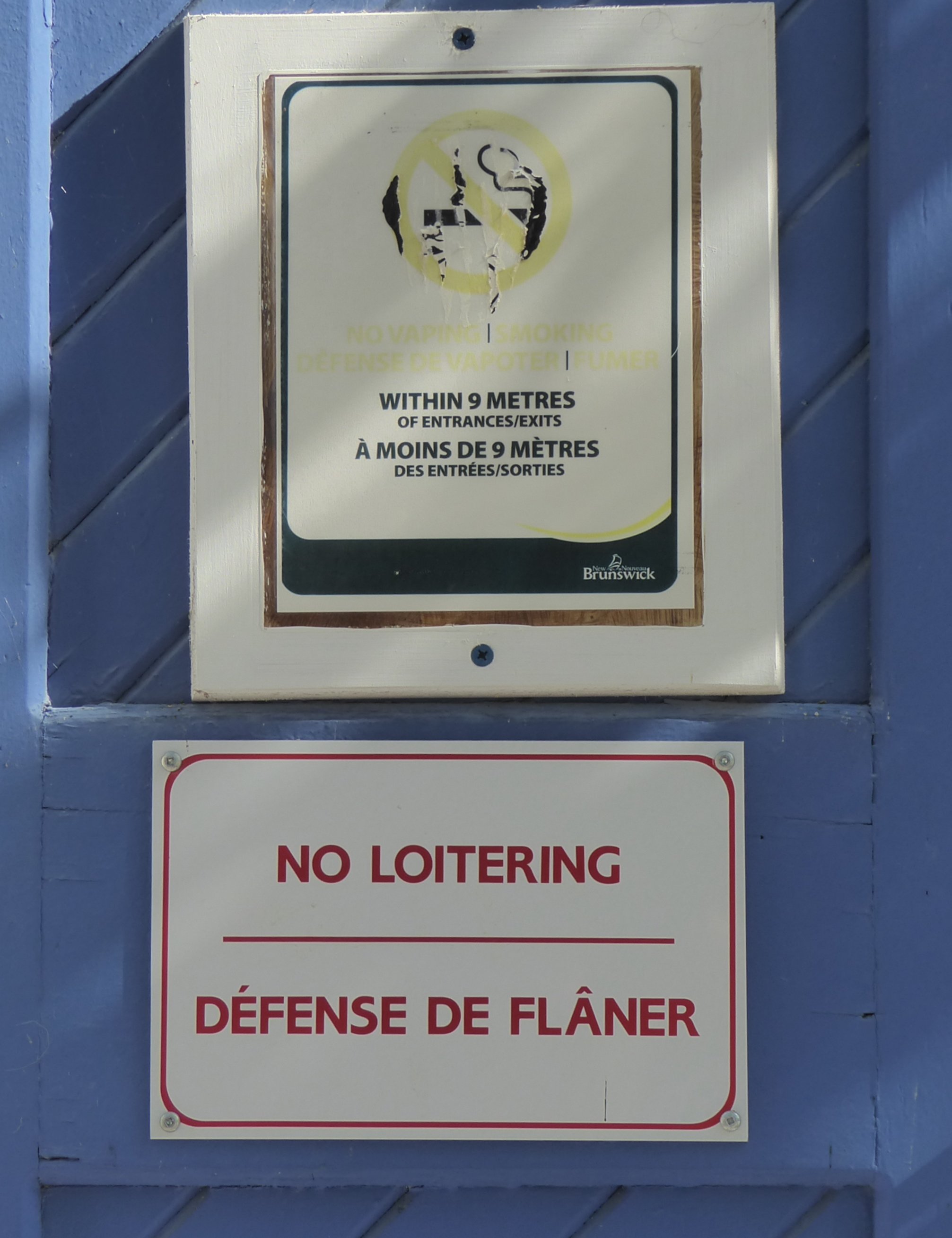
Affichage bilingue sur une porte dans une rue de Fredericton.

L'Association des droits anglophones du Nouveau-Brunswick (ARANB ou Anglophone Rights Association of New Brunswick) vise à représenter les droits et les intérêts des anglophones au Nouveau-Brunswick. Elle veut donner une voix collective et unifiée aux anglophones de la province et superviser les lois linguistiques qui les concernent. Mais des anglophones estiment que l'ARANB tient un discours raciste, opposé à la diversité, et ne représente pas les anglophones .
La Société de l'Acadie du Nouveau-Brunswick (SANB) est un organisme voué à la défense et à la promotion des droits et intérêts des communautés acadienne et francophone de la province. La Société compte environ 20 000 membres. Elle milite pour le bilinguisme des hautes fonctions .

### Religion

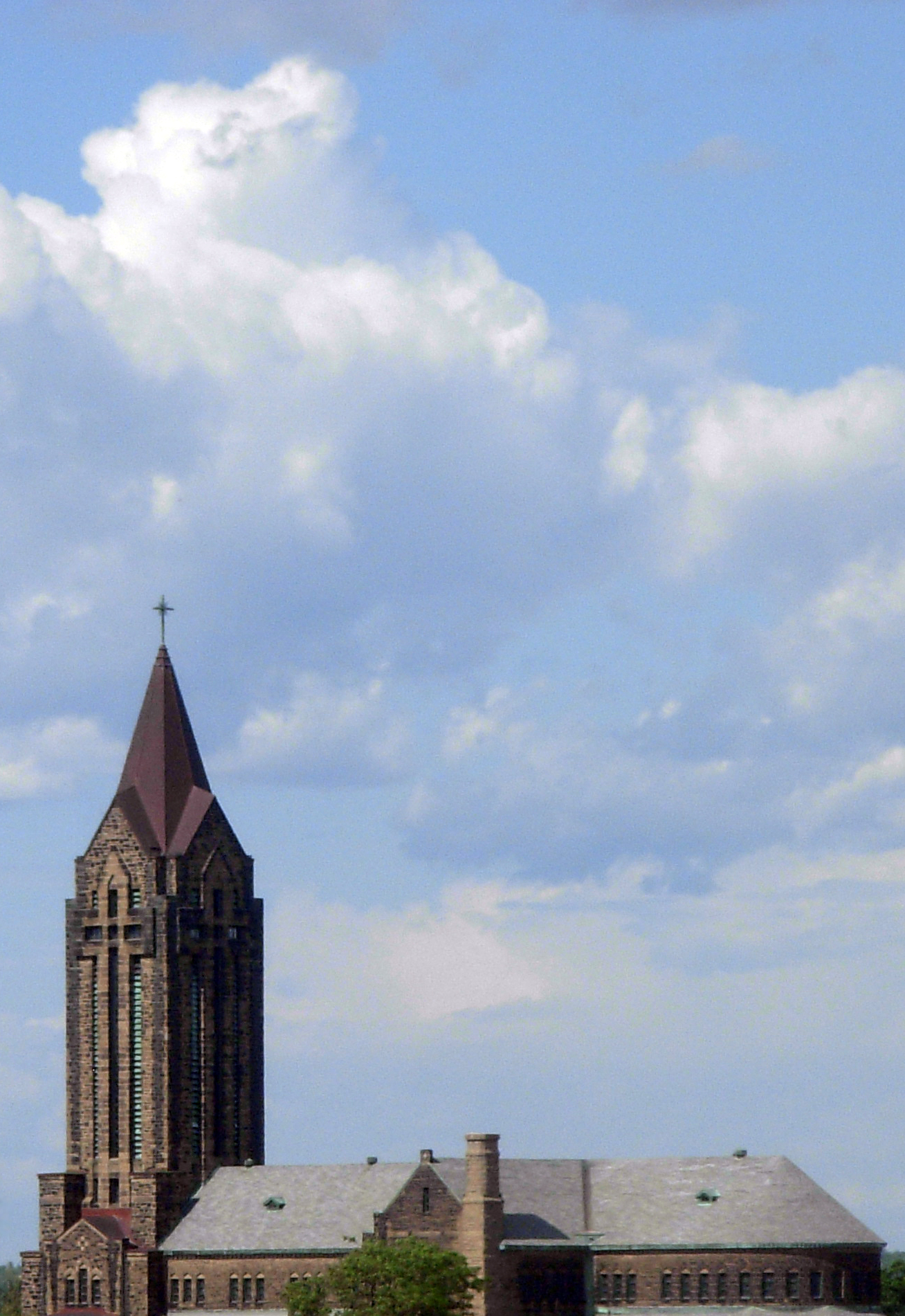
La cathédrale Notre-Dame-de-l'Assomption, à Moncton.

Les catholiques romains représentent 53,6 % de la population en 2001. La majorité des catholiques sont acadiens, c'est-à-dire que ceux-ci sont concentrés dans le Nord et l'Est de la province.
Les protestants représentent la majeure partie du reste de la population. En ordre décroissant des confessions, 11,2 % sont baptistes, 9,6 % sont membres de l'Église unie du Canada, 8,1 % sont anglicans et 2,8 % sont pentecôtistes. Les anglicans sont historiquement concentrés dans la basse vallée du fleuve Saint-Jean, les baptistes et les pentecôtistes sont concentrés dans la « zone biblique », autrement dit la région s'étendant du comté de Victoria, dans le Nord-Est, aux comtés d'Albert et de Westmorland, dans le Sud-Est, tandis que les fidèles de l'église unie sont répartis dans toutes les régions anglophones. Les autres confessions présentes sont surtout les presbytériens, les wesleyens, les Témoins de Jéhovah, les luthériens ou les membres de l'Armée du salut.
Il y a de petites communautés musulmanes et juives, notamment à Moncton et Saint-Jean. Finalement, 8 % des habitants déclare être athées ou agnostiques.

### Différences régionales
La géographie, l'économie et la culture des différentes régions ont une influence sur la société et la politique. La vallée du fleuve Saint-Jean, dont les habitants descendent surtout des loyalistes et d'immigrants britanniques, a dominé la province jusque dans les années 1960. Le Nord et l'Est de la province en sont séparés à la fois par la forêt et les montagnes ainsi que par la culture, car la langue française et la religion catholiques y sont dominantes ; on y retrouve des villages de pêcheurs ou dépendant de l'industrie forestière. Plus précisément, dans le Nord-Ouest, la population prend modèle sur le Québec, est consciente de ses liens avec les Acadiens du Maine l'identité brayonne est forte alors que dans les comtés de Victoria et de Carleton, la vie tourne autour de la foi évangélique et de la culture des patates. Dans le Sud-Ouest, dans le comté de Charlotte, la société est marquée par l'industrie de la pêche et les liens avec les États-Unis. Dans le Sud-Est, les habitants des comtés d'Albert et de Westmorland, majoritairement anglophones, sont conscients de leur position centrale dans les Maritimes alors que la population francophone de Westmorland et du comté de Kent tente de transformer la région en la métropole de l'Acadie.

### Éducation et recherche

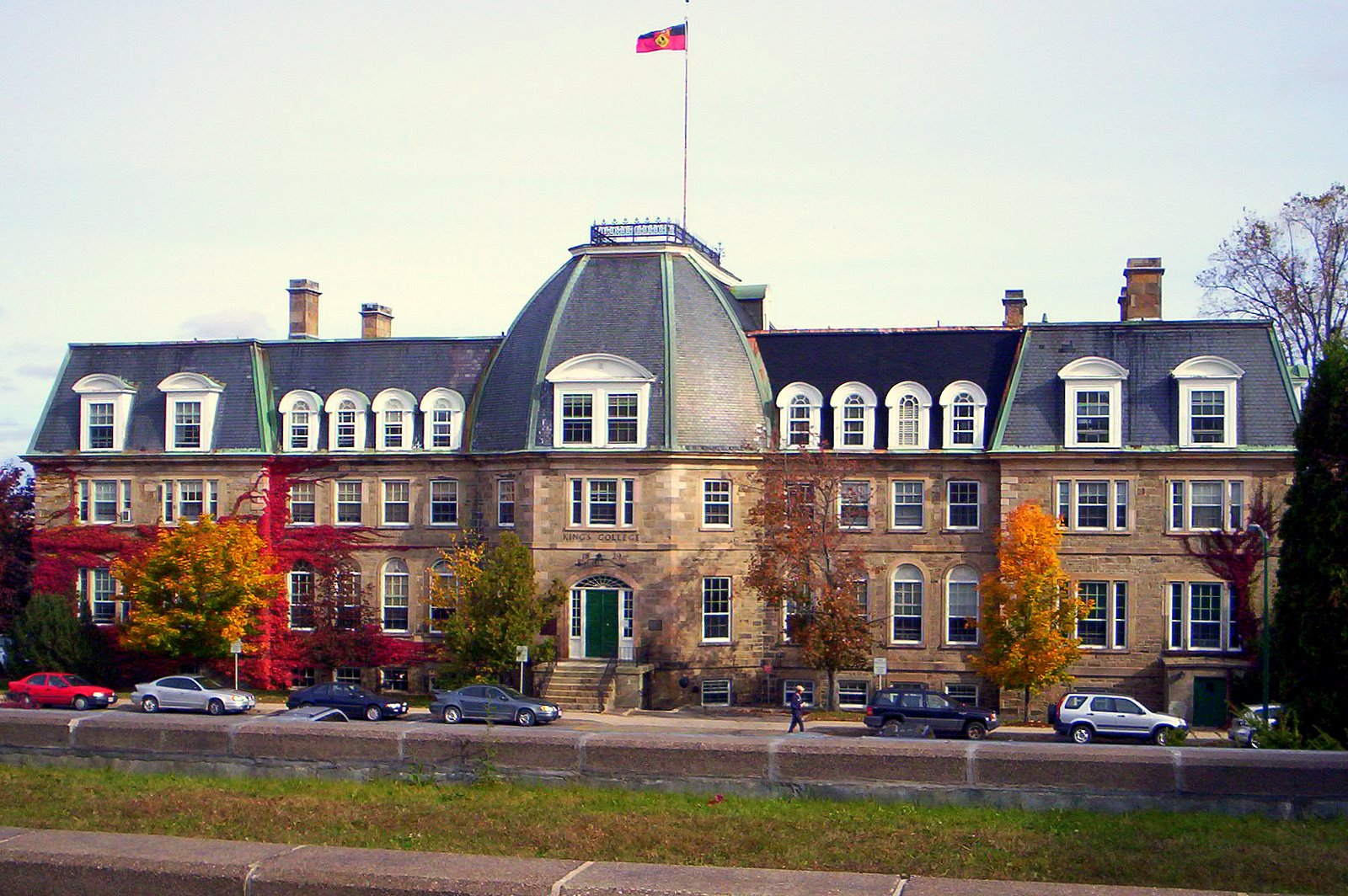
L'Old Art Building, le plus vieil édifice de l'Université du Nouveau-Brunswick.

L'éducation obligatoire commence à la maternelle et se poursuit habituellement jusqu'à la 12e année. Le système d'éducation du Nouveau-Brunswick possède deux secteurs séparés, l'un en français et l'autre en anglais. Chaque secteur élabore ses programmes d'étude et d'évaluation, tandis que le ministère de l'Éducation et du Développement de la petite enfance du Nouveau-Brunswick a la responsabilité du financement et des normes et objectifs du système. La majorité des écoles anglophones possèdent de plus un programme d'immersion française. Les écoles sont regroupées en quatorze districts scolaires, cinq francophones (32 353 élèves) et neuf anglophones (79 660 élèves), soit un total de 112 013 élèves en 2006. Les écoles des Premières nations et les écoles privées sont indépendantes. Deux pensionnats anglicans traditionnels sont situés à Rothesay. Plusieurs écoles privées sont aussi gérées par des confessions évangéliques.
Le Collège communautaire du Nouveau-Brunswick compte cinq campus francophones et sept anglophones. Le Collège de Technologie forestière des Maritimes possède un campus anglophone à Fredericton et un autre francophone à Bathurst. Le Moncton Flight College et le New Brunswick Bible Institute complètent la liste des institutions.
Il existe quatre universités publiques. La principale université anglophone, qui est aussi la plus vieille université publique en Amérique du Nord[réf. nécessaire], est l'Université du Nouveau-Brunswick. Au campus principal de Fredericton, fondé en 1785, s'ajoute celui de Saint-Jean, fondé en 1964. Certaines installations du campus principal sont partagées avec l'Université St. Thomas, un établissement catholique. L'Université Mount Allison, de Sackville, est un établissement associé à l'Église unie du Canada et à l'Université du Nouveau-Brunswick. L'Université de Moncton est le seul établissement public francophone. L'Université Crandall, le Bethany Bible College et l'Université St. Stephen's sont les trois principaux établissements privés. L'Université de Fredericton, l'Université Lansbridge et l'Université Yorkville offrent toutes leurs cours en ligne.
L'intérêt pour les sciences et la technologie s'est développé de façon précoce par les programmes d'ingénierie et de foresterie de l'Université du Nouveau-Brunswick ainsi que les recherches de la Natural History Society of Saint John. La province reste un chef de file dans la recherche liée aux méthodes naturelles de lutte contre les insectes nuisibles et aux membres artificiels.

### Santé et services sociaux
Au Nouveau-Brunswick, comme dans le reste du monde, les soins de santé sont délivrés par des professionnels de la santé qui peuvent être libéraux (médecins généralistes, dentistes...) ou travailler dans des hôpitaux, tous publics. Le système de santé néobrunswickois est en effet sous la responsabilité du ministère de la Santé du Nouveau-Brunswick et la plupart des soins hospitaliers sont gratuits pour les détenteurs de la carte d'assurance maladie.

## Culture

### Médias et communications

#### Presse écrite
Le Nouveau-Brunswick dispose de quatre journaux quotidiens. Le seul quotidien de langue française, L'Acadie nouvelle, est publié à Caraquet, mais diffusé à travers la province. Les quotidiens anglophones sont publiés par Brunswick News, filiale du groupe J.D. Irving : il s'agit de The Daily Gleaner de Fredericton, du Times & Transcript de Moncton et du Telegraph-Journal, publié à Saint-Jean mais diffusé dans toutes les régions. De nombreuses autres publications, tant françaises qu'anglaises, sont publiées localement, la plupart hebdomadairement.

#### Télévision
- CBAT-DT (CBC) situé à Fredericton, inauguré le 22 mars 1954.
- CBAFT-DT (Radio-Canada) situé à Moncton, inauguré le 21 décembre 1959, possède plusieurs bureaux à travers le Nouveau-Brunswick.
- CKCW-DT (CTV) situé à Moncton, inauguré le 21 septembre 1969, fait partie de CTV Atlantic avec CJCH-DT d'Halifax (Nouvelle-Écosse) mais diffuse des publicités locales.
- CKLT-DT (CTV) situé à Saint-Jean, inauguré le 30 novembre 1954, rediffuse la programmation de CKCW Moncton.
- CIHF-DT-2 (Global) situé à Saint-Jean et possède aussi des antennes numériques à Moncton et Fredericton et des antennes analogiques à Woodstock, St. Stephen et Miramichi.
- CHAU-TV (TVA) situé à Carleton-sur-Mer (Québec) possède aussi des antennes analogiques à Saint-Quentin, Tracadie et Kedgwick.

#### Radio
Il y a plusieurs stations de radio privées dans la province, la plupart des villes en possédant au moins une ou deux.
Un réseau de dix radios communautaires francophones desservent la population de la province, il s'agit d'ailleurs du plus grand nombre de stations communautaires francophones parmi toutes les provinces et territoires canadiens. Elles sont CFAI (Edmunston), CFBO (Dieppe), CHQC (Saint-Jean), CIMS (Balmoral), CJPN (Fredericton), CJSE (Shédiac), CKMA (Miramichi), CKUM (Moncton), CKRO (Pokenouche) et Route 17 (Kedgwick-Saint-Quentin). Elles sont regroupées en l'Association des radios communautaires acadiennes du Nouveau-Brunswick (ARCANB) et membres de l'Alliance des radios communautaires du Canada (ARC du Canada). Ensemble, elles rejoignent plus de 155 000 francophones.

#### Internet
En 2010, la province devient la première du pays à offrir l'internet haute-vitesse sur tout son territoire.

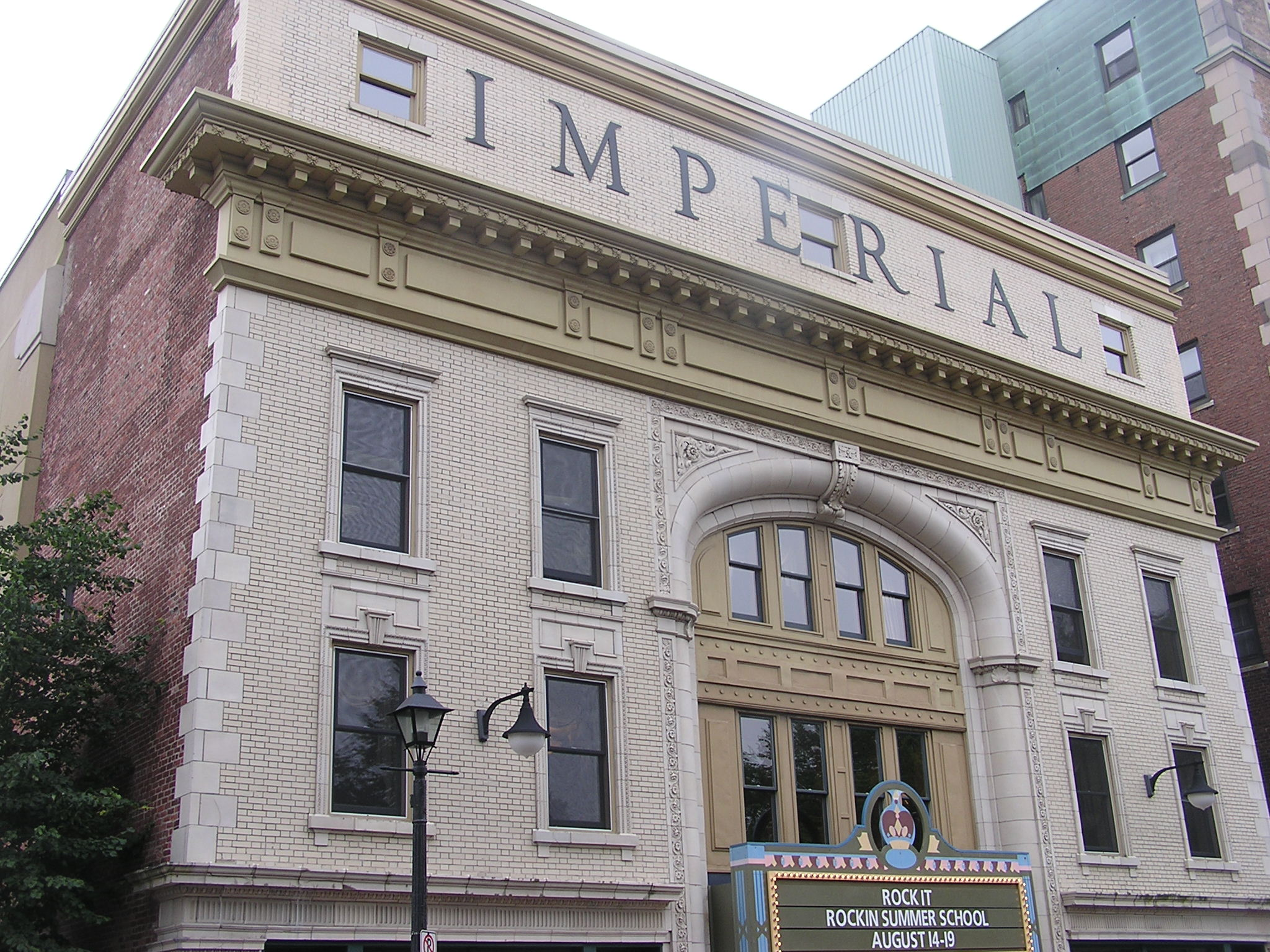
Le théâtre Imperial de Saint-Jean

### Arts dramatiques
Les trois principales troupes de théâtre sont Theatre New Brunswick de Fredericton, le Théâtre populaire d'Acadie de Caraquet et le Théâtre l'Escaouette à Moncton. Le Ballet-Théâtre atlantique du Canada, basé à Moncton, est la troupe la plus connue à l'échelle internationale.
Léonard Forest donne naissance au cinéma acadien lorsqu'il est embauché en 1954 à l'Office national du film du Canada. Il est l'instigateur du studio de Moncton, où la plupart des films acadiens, surtout des documentaires, ont été produits de sa fondation en 1974 jusqu'à nos jours.
Les principaux acteurs nés au Nouveau-Brunswick sont Sam De Grasse (1875-1953) et Donald Sutherland (1935-). L'un des principaux réalisateurs est Joseph De Grasse (1873-1940). Le producteur Louis Mayer (1885-1957) a grandi à Saint-Jean.

### Arts visuels
Il existe quelques rares artistes tels qu'Anthony Flower au cours du XIXe siècle mais leur travail n'est pas reconnu à l'époque. L'éducation des arts commence en 1854 à l'Université Mount Allison de Sackville, permettant à quelques artistes d'obtenir plus de crédibilité, dont Alex Colville, Lawren Harris, Christopher Pratt et Mary Pratt.
Chez les Acadiens, jusque dans les années 1960, l'art est surtout pratiqué par quelques autodidactes ou de rares artistes formés à l'extérieur de la province, faisant surtout des décorations d'églises.
Le médecin Paul Carmel Laporte forme bénévolement plusieurs artistes en herbe dans son atelier d'Edmundston entre 1931 et sa retraite en 1970, dont Marie Hélène Allain, Albert Nadeau, Claude Picard et Claude Roussel. Claude Roussel met sur pied en 1963 le département des Arts visuels de l'Université de Moncton ; ses diplômés les plus prolifiques sont l'artiste multidisciplinaire Herménégilde Chiasson et le peintre Yvon Gallant.

### Événements
De nombreux événements sont organisés toute l'année. Les cultures locales sont à l'honneur au festival acadien de Caraquet, à la foire brayonne d'Edmundston, au festival des Jeux des Highlands du Nouveau-Brunswick à Fredericton, au festival irlandais de la Miramichi et dans les différents pow-wows. En septembre, la fête de la culture propose, à l'échelle provinciale, des visites gratuites au musée, des spectacles, etc. D'autres festivals sont organisés sur un thème, notamment la musique de chambre à Dalhousie, la musique baroque à Lamèque, le jazz et le blues à Fredericton, le rock 'n' roll et les chansons folkloriques à Miramichi, les talents à Saint-Jean, l'univers western à Saint-Quentin, les montgolfières et les ponts couverts à Sussex, l'économie locale et les foires agricoles à Edmundston, Fredericton, Lamèque, Shippagan et Miramichi, l'hospitalité à Bathurst et Woodstock, les rameurs à Petit-Rocher, le chocolat à Saint-Stephen, le poisson et les fruits de mer à Shédiac, Campbellton et Moncton et enfin l'automne à Kedgwick.
Deux des quatre Congrès mondiaux acadiens ont été organisés au Nouveau-Brunswick et le plus récent a eu lieu dans l'Acadie des terres et des forêts en 2014.

### Folklore et traditions
En raison de son histoire ancienne et de sa culture diverse, le Nouveau-Brunswick possède de nombreuses légendes. Les Micmacs, les Malécites et les Passamaquoddys ont laissé plusieurs légendes, notamment l'ogresse Gougou de Miscou et le sorcier Pouwowin. Plusieurs légendes expliquent plutôt la création de certains lieux, notamment les rochers d'Hopewell et l'archipel des Loups, ou la couleur de la rivière Petitcodiac. Le souvenir de divinités comme le Grand Esprit, Glouscap et Kinap perdure. L'époque de la Déportation des Acadiens a donné des légendes de trésors enfouis et du vaisseau fantôme de la baie des Chaleurs. Plus tard, des histoires sur d'autres fantômes, la contrebande d'alcool au Madawaska, les chevaux maléfiques, le Bonhomme Sept Heures et le diable danseur se sont répandues. Les régions anglophones ont aussi leurs légendes, notamment celle du hurleur de Dungarvon (Dungarvon Whooper), le fantôme d'un bûcheron hantant ses meurtriers, ainsi que le Vieux Ned, une créature lacustre du lac Utopia.
Outre les principales fêtes chrétiennes, des pèlerinages en l'honneur de sainte Anne ont lieu au sanctuaire Sainte-Anne-du-Bocage de Caraquet et à la chapelle Sainte-Anne de Memramcook alors que la Vierge Marie est vénérée à Rogersville et à Saint-Louis-de-Kent. La bénédiction annuelle des bateaux a toujours lieu dans certaines villes portuaires.
L'Halloween a supplanté la Mi-Carême au cours du XXe siècle.

### Gastronomie

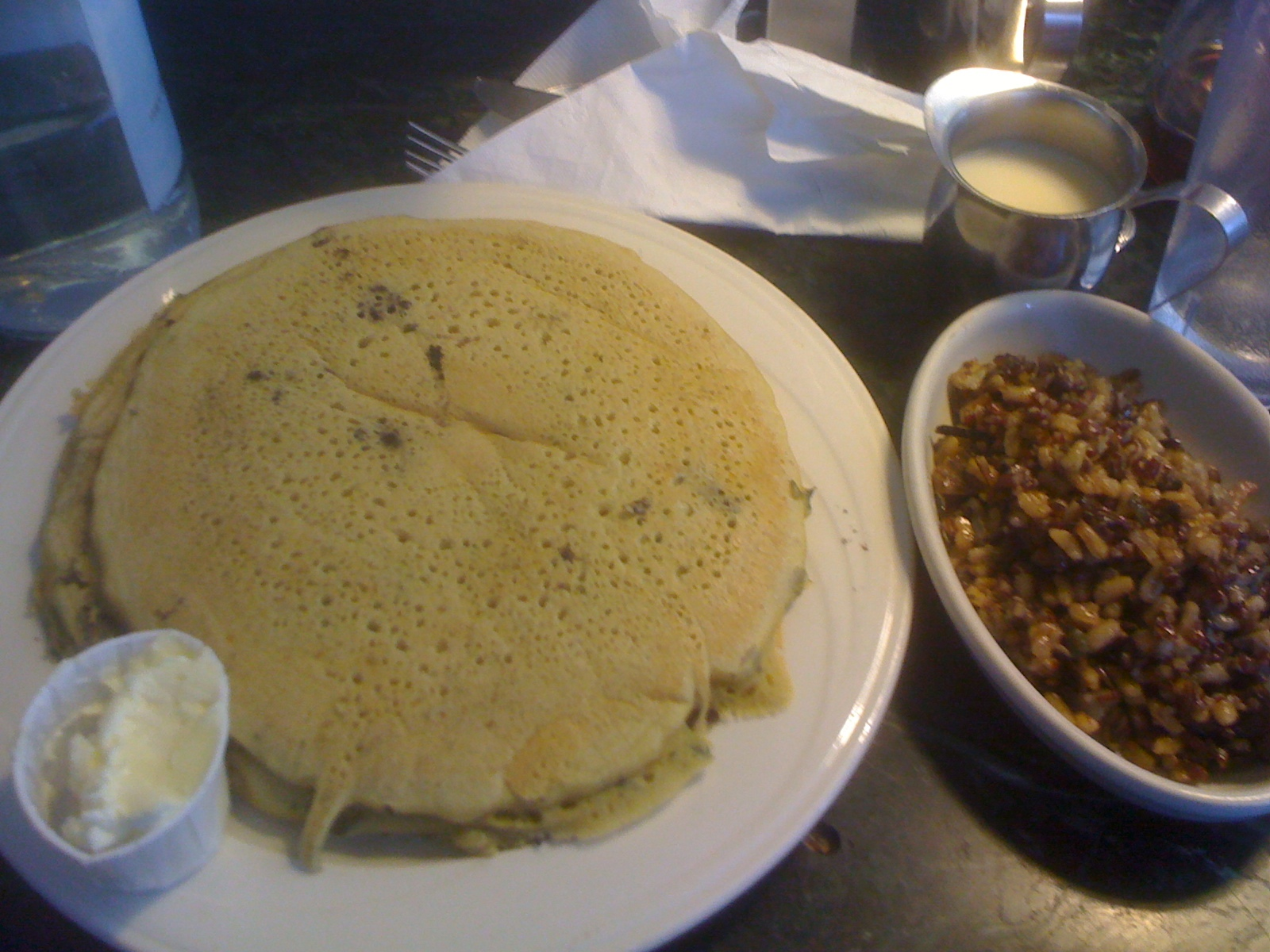
La ploye, une des spécialités néobrunswickoises.

La patate (pomme de terre) est l'aliment de base et les fruits de mer sont très populaires. Plusieurs plantes locales sont utilisées, telles que le petit goémon, les têtes de violon, la passe-pierre et la tétine de souris. Il y a plusieurs traditions culinaires. Bien que les cuisines des Premières nations ont été fortement influencées depuis quelques siècles, elles ont aussi influencé les autres cuisines locales. Leurs plats représentatifs incluent le banique, qui est un pain rond sans levain, la croustade aux bleuets, les patates à la vapeur, le rôti de gibier épicé et le steak d'orignal aux nouilles. La cuisine acadienne a des origines principalement françaises et a la particularité d'utiliser certains ingrédients provenant d'un commerce ancien avec les Antilles et le Brésil. Parmi les nombreux plats figurent le fricot au poulet, la « mioche au naveau », le pâté à la viande, le pâté aux coques, les pets de sœurs, la tire à la mélasse, la tire blanche et la poutine à trous. La cuisine du Madawaska est liée à la fois à la cuisine acadienne et à la cuisine québécoise, tout en possédant un caractère unique. Son plat le plus connu est la ploye, une crêpe à base de sarrasin. La cuisine néobrunswickoise à proprement parler puise ses origines dans la cuisine britannique. Ses nombreux plats incluent la chaudrée de poisson Fundy, les cigares au chou, les croissants au homard, les galettes de poisson, le pouding Yorkshire, le saumon de la « Miramichi » sur le feu et la trempette au saumon.
Des fromages à pâte fraîche, à pâte persillé, à croûte lavée ainsi que du cheddar sont produits depuis les années 1940 et des fromages de lait cru depuis les années 1980. Fondée en 1873, la chocolaterie Ganong Bros. Limited, de Saint-Stephen, est la plus vieille au Canada ; elle est aussi celle ayant introduit la barre chocolatée en Amérique du Nord. Les sucreries (cabanes à sucre), sont au nombre de onze. Les Malécites fabriquaient du vin à base de cerises ; les Acadiens en faisaient aussi historiquement. La vinification a recommencé durant la deuxième moitié du XXe siècle et il y a désormais une dizaine de vignobles, produisant des vins de divers fruits, des liqueurs et du cidre. La tisane à base de sureau ou de populage des marais est utilisé par les Malécites depuis plusieurs millénaires et l'arrivée des Britanniques a rendu l'usage du thé très populaire. La brasserie Moosehead, fondée en 1867 à Saint-Jean, est la plus ancienne brasserie indépendante au pays. Ses principales bières sont la Moosehead et la Alpine. Il y a aussi des microbrasseries, dont la Pump House de Moncton et la Picaroons de Fredericton. Les chaînes de restaurant Pizza Delight, Toujours Mikes, Bâton Rouge et Scores appartiennent toutes à Imvescor, de Moncton.

### Littérature
Parmi les écrivains anglophones importants, notons A.G. Bailey, William Bliss Carman, W.S. MacNutt, Alden Nowlan, Desmond Pacey et sir Charles G.D. Roberts.
Pour diverses raisons notamment économiques, la littérature acadienne est peu développée avant le XIXe siècle. Le poème Évangéline (1847), de l'Américain Henry Longfellow, ainsi que l'ouvrage La France aux colonies : Acadiens et Canadiens (1859), du Français François-Edme Rameau de Saint-Père, ont une influence considérable sur la renaissance acadienne. La découverte de leur propre histoire incite certains auteurs à publier, dont Pascal Poirier. La littérature est dominée par le débat nationaliste jusque dans les années 1960.
Les valeurs traditionnelles sont remises en question durant les années 1960 et la poésie acadienne est la première à suivre cette tendance. Dans le domaine du roman, Antonine Maillet se démarque sur la scène locale et internationale. Elle reçoit le prix Goncourt en 1979 pour son roman Pélagie-la-Charrette.

### Musées, bibliothèques et patrimoine

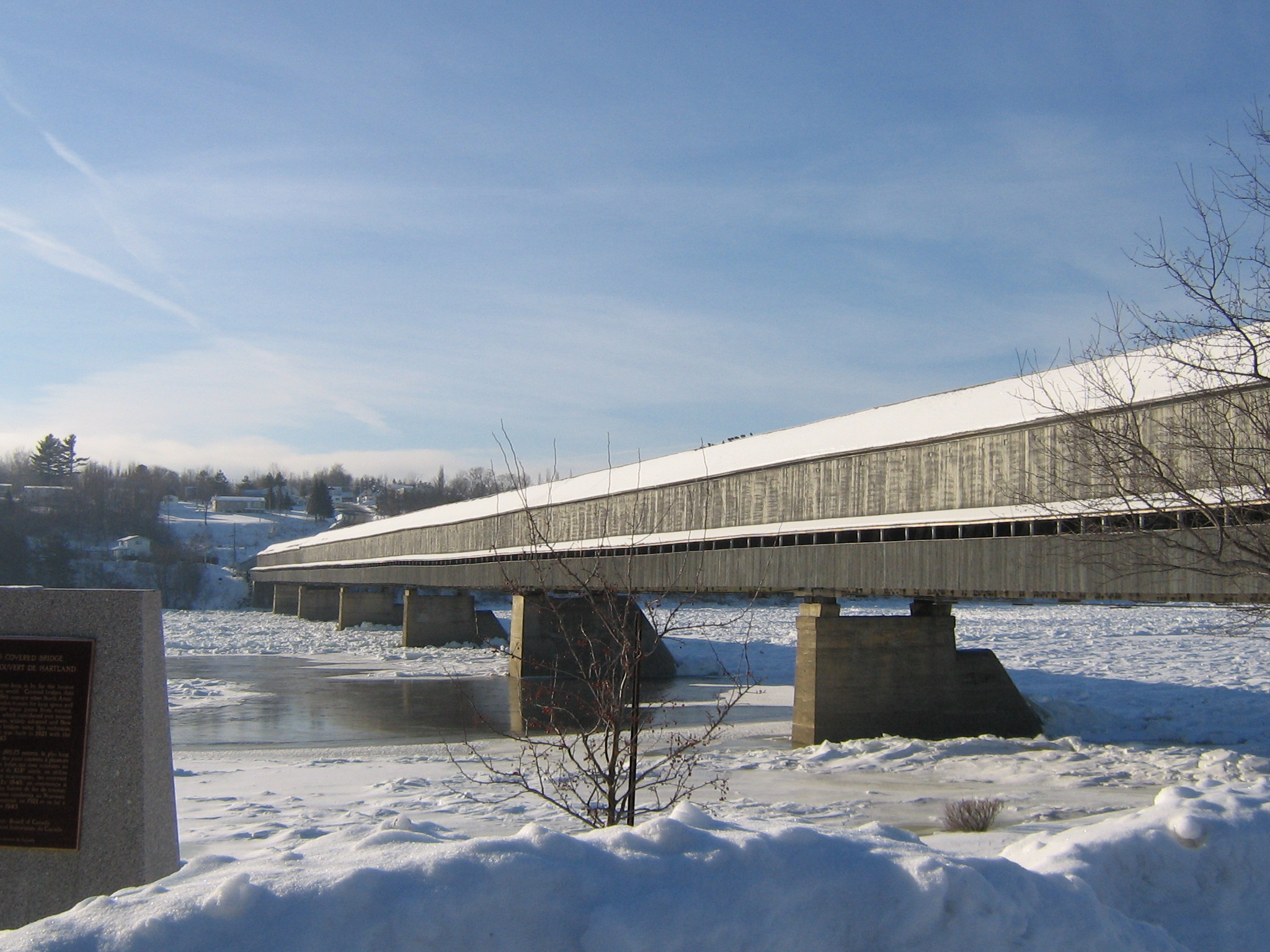
Le pont couvert de Hartland.

Il y a en tout 80 musées au Nouveau-Brunswick ainsi que deux zoos et deux aquariums. Le musée du Nouveau-Brunswick, fondé en 1845 à Saint-Jean par Abraham Gesner, est le plus ancien du Canada, il a attiré près de 70 000 visiteurs en 2008-2009 et comprend des expositions sur l'art, l'industrie, l'histoire maritime, les oiseaux, la géologie et les baleines.
Il y a une multitude de galeries privées et quatorze galeries d'art publiques, la principale étant la galerie d'art Beaverbrook, de Fredericton. Ses tableaux les plus connus sont Santiago el Grande de Salvador Dalí et The Fountain of Indolence de Joseph Mallord William Turner. Il y a aussi des œuvres de John Constable, Joshua Reynolds, Thomas Gainsborough ainsi que de nombreux artistes canadiens des XIXe et XXe siècles, dont Cornelius Krieghoff.

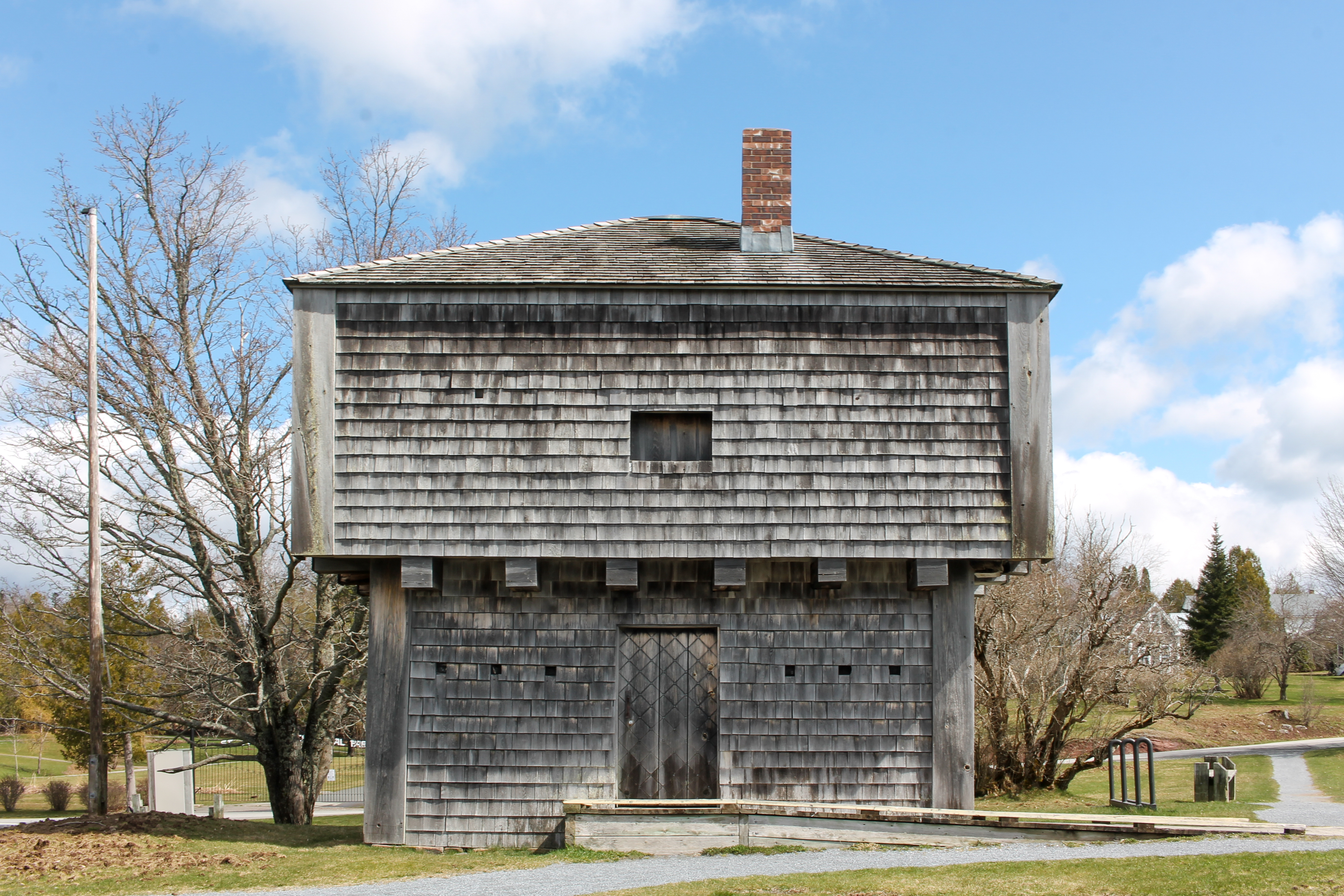
Le fortin militaire de Saint-Andrews.

Le Nouveau-Brunswick possède 59 lieux historiques nationaux, huit gares patrimoniales, quelques dizaines de sites historiques provinciaux et des centaines de sites historiques municipaux. Il y a 62 ponts couverts publics, dont le plus célèbre est le pont couvert de Hartland, le plus long au monde avec ses 391 mètres. Il y a 22 phares ouverts au public. Le jardins de Gus, le jardin botanique du Nouveau-Brunswick, le jardin Kingsbrae et le jardin International comptent parmi les principaux parcs.
La province compte 61 bibliothèques publiques desservant la plupart des municipalités alors que quatre bibliobus desservent les autres localités. Le service des bibliothèques du Nouveau-Brunswick en assure la gestion, de concert avec les municipalités. Certaines succursales possèdent des collections spéciales et la bibliothèque publique L.-P.-Fisher de Woodstock constitue à elle seule un véritable musée. Les principales bibliothèques sont toutefois situées à l'extérieur de ce réseau, notamment les bibliothèques de l'Université de Moncton dont la bibliothèque Champlain, les cinq bibliothèques de l'Université du Nouveau-Brunswick dont la bibliothèque Harriet Irving et la bibliothèque de l'Assemblée législative du Nouveau-Brunswick.

### Musique
À la fin du XVIIIe siècle, la population loyaliste de Saint-Jean s'intéresse beaucoup à la musique britannique et de petits concerts sont organisés. Stephen Humbert fonde la première école de chant sacré en 1796 et publie le premier livre de musique au pays en 1801, Union Harmony; peu d'églises acceptent toutefois de permettre la musique durant les messes. Les premiers orchestres et chorales sont formés au début du xixe siècle. Plusieurs salles de spectacles se succèdent au cours de l'histoire, la plus durable étant le Mechanics' Institute (1840-1914). Les premiers orchestres civils et militaires sont formés au début du xixe siècle à Fredericton et Moncton L'évêque John Medley, de Fredericton, implante une tradition de musique religieuse à partir de 1840. Vers la même époque, les communautés religieuses jouent un rôle important dans le développement de la musique acadienne; les orchestres collégiaux et les chorales paroissiales deviennent de plus en plus populaires. La musique se développe plus tardivement à Moncton mais des concerts sont présentés vers la fin du siècle à l'hôtel de ville; les concerts de l'Américain John Philip Sousa provoquent un engouement important par la fondation de plusieurs orchestres. Celui de Fredericton sert de salle de concert au tournant du XXe siècle, attirant des artistes de renommée mondiale. L'interprète Anna Malenfant et le violoniste Arthur Leblanc sont les premiers Acadiens à suivre une carrière internationale au début du XXe siècle. De plus en plus de groupes sont fondés après la Deuxième Guerre mondiale, ainsi que des festivals de musique.
La Playhouse et l'Université du Nouveau-Brunswick abritent actuellement les principales salles de concert de Fredericton.
Parmi les musiciens contemporains les plus importants figurent Édith Butler, Cayouche, Stompin' Tom Connors, Calixte Duguay, Donat Lacroix, Roch Voisine, Natasha St-Pier et le groupe 1755.
Le fondeur de cymbales Sabian est implanté à Meductic, près de Fredericton.
L'orchestre symphonique du Nouveau-Brunswick, de Saint-Jean, est fréquemment en tournée dans la province.
En 2013, le pianiste acadien Carl Philippe Gionet fonde Musique sur mer en Acadie, un organisme à but non lucratif « dédié à l’éducation et à la diffusion de la musique classique en milieu minoritaire francophone »,.

### Sports
Comme partout ailleurs au Canada, le hockey sur glace est le sport le plus populaire du Nouveau-Brunswick[réf. nécessaire] et la plupart des localités possèdent un aréna. Il y a des équipes de la Ligue américaine de hockey jusqu'en 2003. Au niveau junior, la province est toujours représentée dans la Ligue de hockey junior Maritimes Québec par le Titan d'Acadie-Bathurst, les Sea Dogs de Saint-Jean et les Wildcats de Moncton, ces derniers ayant remporté la Coupe du président en 2010. Il y a également quatre équipes de la Ligue maritime de hockey junior A, soit les Commandos de Dieppe, les Slammers de Woodstock, les Tigers de Restigouche et les Timberwolves de Miramichi. La plupart des villes comptent d'autres équipes évoluant dans des ligues amateurs.
Les Gladiators de la région de la Capitale, les Mustangs de Riverview et les Wanderers de Saint-Jean représentent la province dans la Ligue de football des Maritimes.
Les clubs sportifs des Aigles bleus de Moncton, des Mounties de Mount Allison et des Varsity Reds de l'UNB représentent les universités dans la SIC.
La ringuette, le soccer (football), le basket-ball et le volley-ball sont parmi les autres sports d'équipe les plus populaires.
La province compte 56 terrains de golf. L'île de Lamèque est le meilleur endroit au pays pour pratiquer le kitesurf. L'enneigement abondant et les 1 000 km de sentiers font du Nouveau-Brunswick un bon endroit pour faire de la motoneige.

## Symboles

Le drapeau du Nouveau-Brunswick.

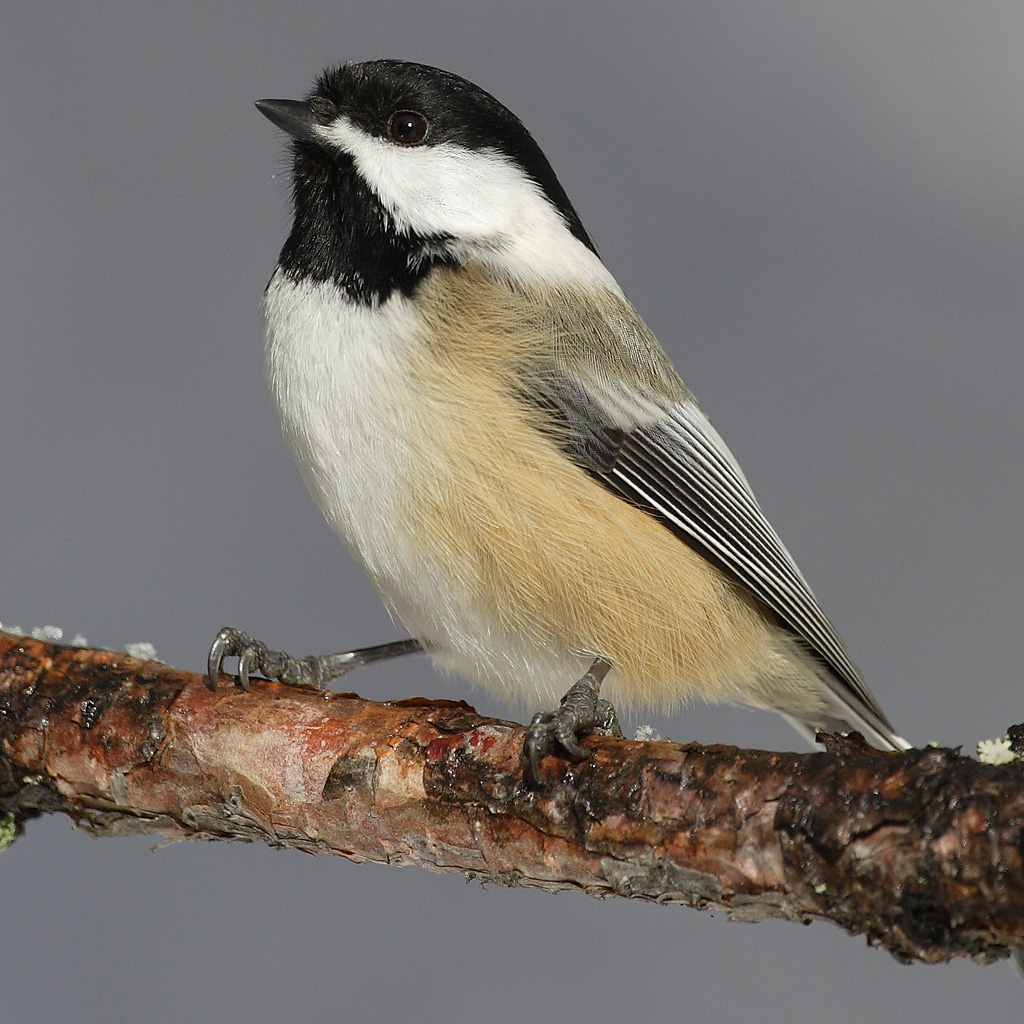
La mésange à tête noire.

Le blason des armoiries du Nouveau-Brunswick a été accordé par la reine Victoria en 1868. Le cimier et la devise ont été accordés par le lieutenant-gouverneur en 1966 et les autres éléments des armoiries ont été accordés par la reine Élisabeth II le 25 septembre 1984 à l'occasion d'une visite à Fredericton. Le lion symbolise le lien avec l'Angleterre. Le navire représente la situation maritime de la province tout en rappelant son industrie de construction navale.
Le drapeau du Nouveau-Brunswick s'inspire des armoiries provinciales. Il a été adopté par proclamation le 24 février 1965.
La devise provinciale est « Spem Reduxit », qui signifie « L'espoir fut restauré » en latin. L'emblème floral est la violette cucullée (Viola cucullata). Le tartan provincial a été adopté en 1969. La mésange à tête noire (Poecile atricapillus) fut proclamée oiseau-emblème en août 1983, à la suite d'un concours organisé par la Fédération des naturalistes du Nouveau-Brunswick. Le 1er mai 1987, le sapin baumier (Abies balsamea) est devenu l'emblème arboricole provincial, pour sa présence dans les forêts et son importance autant pour l'industrie des pâtes et papier que pour la tradition de l'arbre de Noël.